# Westend (Hof)

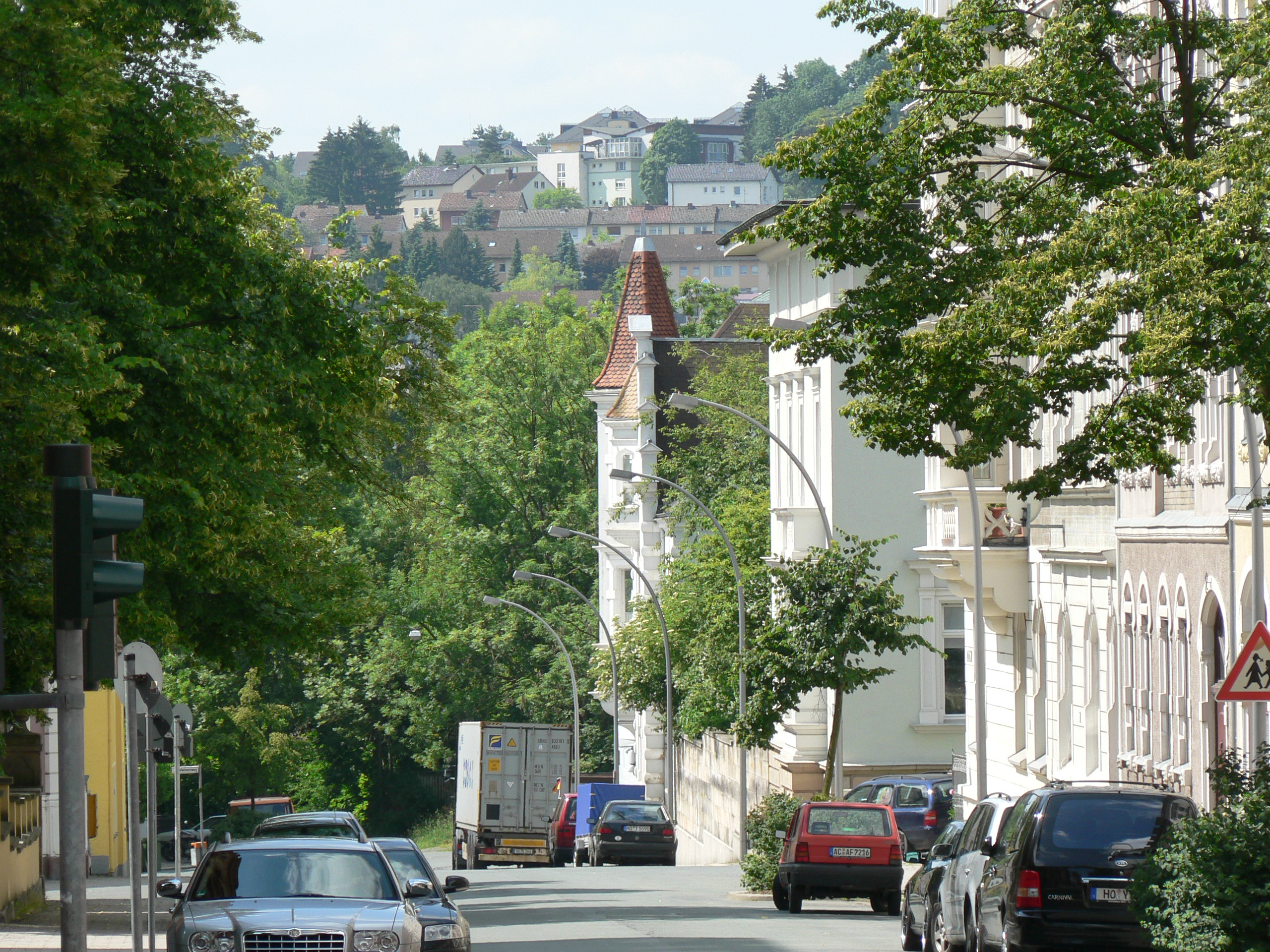
Westendstraße

Das Westend ist ein Stadtteil der kreisfreien Stadt Hof in Oberfranken.

## Lage und Geschichte
Das Westend, das überwiegend im 19. Jahrhundert entstand, ist heute Teil des Hofer Stadtzentrums. An seinem westlichen Ende wird es durch die Bahnlinien nach Leipzig und Bad Steben begrenzt. Nach Osten grenzt die Altstadt an das Westendviertel. Am südlichen Ende befindet sich der Q-Bogen, im Norden liegen die Schützenstraße und der Konrad-Adenauer-Platz.
Im Zuge der Industrialisierung nahm die Bevölkerungszahl Hofs erheblich zu. Zwischen 1850 und 1900 verfünffachte sich die Einwohnerzahl. Mit dem Baubeginn der katholischen Stadtkirche St. Marien erfolgte ab 1860 die Bebauung westlich der Altstadt. Das neue Stadtviertel wurde Westend genannt, da es das Ende Hofs bildete, als die heutige westliche Vorstadt und die ehemals angrenzenden Gemeinden noch nicht in die Stadt integriert waren.
Die damalige Hauptstraße des neuen Viertels wurde zunächst wegen ihrer geraden Ausrichtung Linienstraße genannt. 1879 erhielt sie ihren Namen nach dem deutschen Kaiser Wilhelm I. Im Haus Schillerstraße Nr. 33, gegenüber dem heutigen Schillergymnasium, befand sich eine Gaststätte mit dem Namen Schillerglocke. Heute liegt das Westendviertel am westlichen Ende des Hofer Stadtkerns und fällt durch die Bebauung in der Gründerzeit, im Jugendstil und einen größeren Garten- und Baumbestand auf.

## Kultur und Einrichtungen
Das erste Theater in Hof wurde im Jahre 1822 in der profanierten Franziskanerkirche des ehemaligen Hofer Klosters eröffnet, die benachbarte Straße erhielt den Namen Theaterstraße. 1894 wurde am nördlichen Ende des Hofer Westends ein großzügiges „Conzert-, Ball- und Theaterhaus“ an der Schützenstraße errichtet. In diesem privat geführten Haus gab es von Anfang an ein Drei-Sparten-Theater. Mit dem Neubau der Freiheitshalle (1974) als Spielort der Hofer Symphoniker und dem Neubau des Theaters Hof im Jahre 1994, heute ein Vier-Sparten-Theater, wurde das Gebäude nicht mehr gebraucht und abgerissen. Die neuen Spielstätten liegen an der nördlichen Grenze des Westendviertels zum Stadtteil Neuhof.

### Kreuzstein

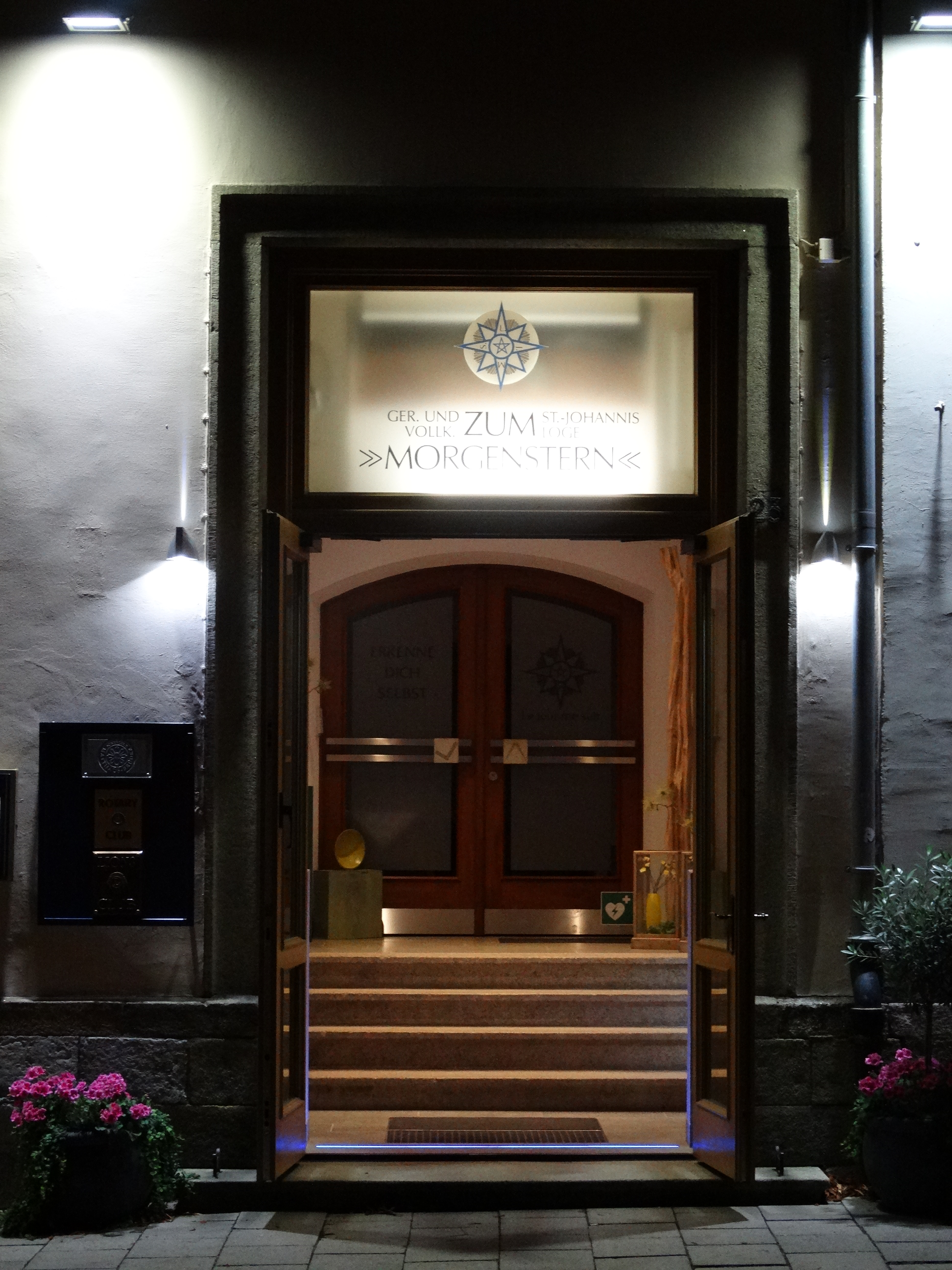
Eingang Kreuzstein und Loge Zum Morgenstern

Die Kreuzsteinstraße, die in der Altstadt beginnt und bis zur Westend- und Hochstraße verläuft, bekam ihren Namen von einem Steinkreuz aus Granit, das ein Bauer aus Osseck aus Dankbarkeit errichten ließ. Das Kreuz befand sich ursprünglich dort, wo die Gartenmauer der Freimaurerloge in die Wilhelmstraße hineinreicht. Heute steht es im Vorraum des Restaurants zum Kreuzstein. An einem Sonntag im Winter hatte besagter Bauer sein Kind taufen lassen. Nach der kirchlichen Segnung waren die Gäste zu einem Fest eingekehrt. Bei gehobener Stimmung bemerkte die Festgesellschaft nicht, dass bereits der Abend hereingebrochen war und ein Schneesturm einsetzte. Die Hebamme drängte zum Aufbruch. Mit dem Pferdeschlitten wurde die Heimfahrt angetreten. Nach der Ankunft in Osseck fehlte jedoch das Kind samt Wickelkissen. Zu einer Suchaktion wurde auch der Hofhund mitgenommen, der, dem Schlitten vorauseilend, als erster das Kind wohlbehalten entdeckte.

### Freimaurerloge
Die St.-Johannis-Loge Zum Morgenstern im Orient Hof wurde am 5. April 1799 durch 17 Freimaurer gegründet. Die Versammlungen fanden zunächst im Hofer Rathaus statt. Am 30. März 1869 wurde am Oberen Kreuzstein, heute Kreuzsteinstraße, Ecke Wilhelmstraße, ein Logenhaus errichtet. 1889/90 wurde das Gebäude erweitert. 1933 beschlagnahmten die Nationalsozialisten das gesamte Vermögen der Loge, das Gebäude wurde bis 1947 als Hilfskrankenhaus genutzt. Die Hofer Loge erhielt ihr Haus 1949 zurück. Im Saal im ersten Stockwerk befindet sich ein Blüthnerflügel von 1880, der nach einer Restauration durch die Bayreuther Klaviermanufaktur Niedermeyer bei Zusammenkünften und öffentlichen Konzerten wieder erklingt.

### Sport

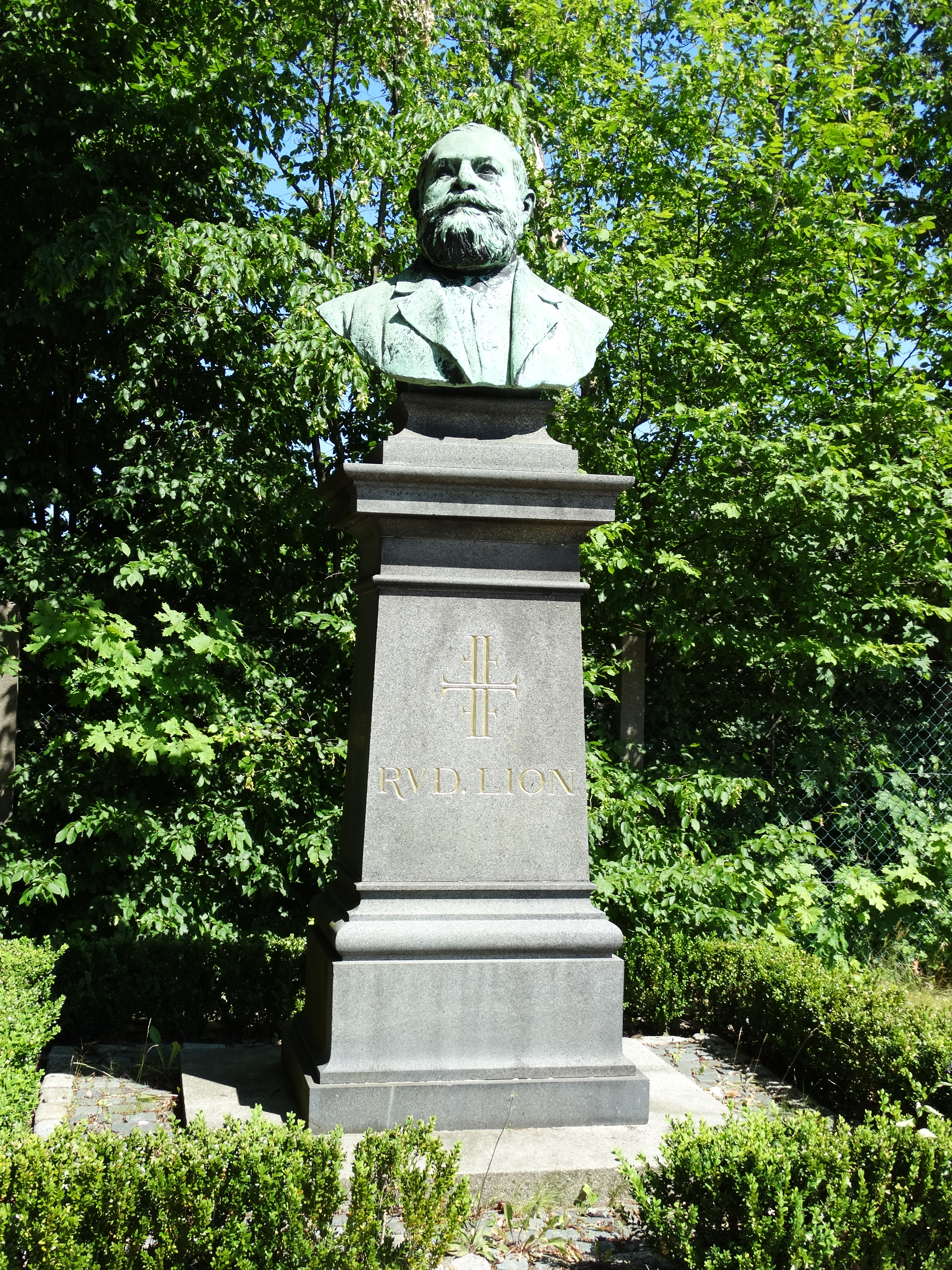
Liondenkmal auf dem Jahnsportplatz

1861 entstand im Hofer Westendviertel der heutige Turn- und Sportverein (TSV) Hof. An seine Spitze trat der 1863 nach Hof gezogene, aus Göttingen stammende Buchhändler und Verleger Rudolf Lion. Er hatte eine leitende Stellung im Bayerischen Turnerbund inne und war bis zu seinem Tode 1893 Vereinsvorsitzender des TSV Hof. Als Verleger publizierte er turnerische Schriften und als Ausbilder von Lehrern förderte er das Turnen in der Schule. An der Jahnstraße am Rande des Westendviertels befinden sich der Jahn-Sportplatz und die Jahn-Sporthalle, die auch vom Schiller-Gymnasium genutzt werden.

### Altes Geldhaus
Aufgrund des industriellen Aufschwungs wurde 1887 in Hof eine Nebenstelle der Reichsbank eröffnet. Diese Nebenstelle zog im Jahr 1900 in ein neues Gebäude in der Kreuzsteinstraße im Hofer Westend, in dem sie bis zu ihrer Schließung im Jahr 2003 blieb. Der Rechtsanwalt und Steuerberater Professor Schneiderbanger erwarb das Gebäude und restaurierte es. Heute befindet sich dort die Kanzlei Dr. Schneiderbanger & Kollegen. Die Bezeichnung Altes Geldhaus verweist auf die Geschichte des Hauses.

### Schiller-Schulhaus
Das Schiller-Schulhaus in der Schillerstraße, Ecke Westendstraße, wurde ursprünglich als Volksschule errichtet. Der Bau des Gebäudes begann im Jahr 1905, im hundertsten Todesjahr des Namenspatrons Friedrich Schiller. Das Schulhaus im Stil der Neu-Renaissance wurde 1907 eingeweiht. Gegen Ende des Zweiten Weltkrieges diente das Gebäude als Lazarett. Bis 1963 war wieder die Volksschule im Gebäude untergebracht. Anschließend wurde das Gebäude im sachlichen Stil der 1960er-Jahre renoviert. Seit 1965 beherbergt das Schiller-Schulhaus die Oberrealschule für Jungen, das heutige Schiller-Gymnasium. Vor dem 100. Jubiläum der Einweihung im Jahr 2007 konnte die Generalsanierung des Schulhauses abgeschlossen werden. 2013 erhielt es den Titel „Schule ohne Rassismus – Schule mit Courage“. Die Patenschaft übernahm Heinz Badewitz, der langjährige Leiter der Internationalen Hofer Filmtage.

### Synagoge

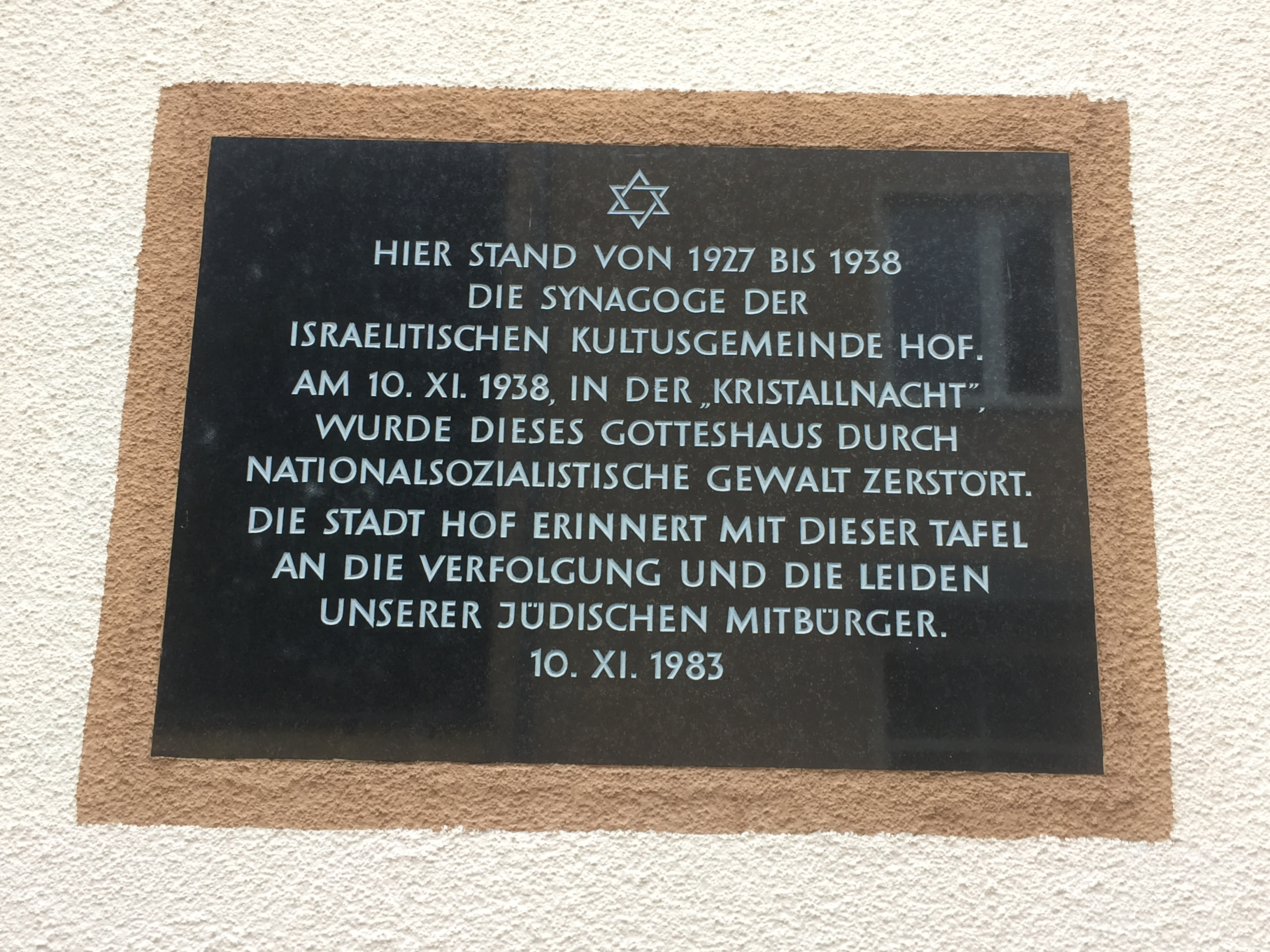
Gedenktafel am Hallplatz

Ende des 19. Jahrhunderts, in der Zeit der jüdischen Emanzipation, siedelten sich wieder jüdische Familien in der Stadt Hof an. Sie bildeten eine neue jüdische Gemeinde, die in den folgenden Jahrzehnten bis auf knapp 100 Personen anwuchs. Im Jahre 1927 wurde im Westend am Hallplatz, in der Nähe des alten Bahnhofs, eine Synagoge errichtet, die jedoch schon bald ein Ziel nationalsozialistischer Übergriffe wurde. Dieses Gotteshaus wurde beim Novemberpogrom 1938 komplett zerstört; das Inventar wurde verbrannt. Zur Erinnerung an die Zerstörung 1938 veranstaltet die jüdische Gemeinde gemeinsam mit der Stadt Hof und Vertretern der Hofer Kirchen jedes Jahr am 10. November eine Gedenkfeier am Hallplatz.

### Feuerwehr
Am Hallplatz im Westend befindet sich die Hauptfeuerwache mit der Rettungsleitzentrale für das Hofer Land der Freiwilligen Feuerwehr Hof. In der Hauptwache stehen 25 Fahrzeuge, 3 Abrollbehälter für die Wechselladefahrzeuge und 7 Anhängerfahrzeuge für den Einsatz. Neun hauptamtliche Kräfte sind für Verwaltung, Fahrzeug- und Gerätepflege sowie Einsatzdienste tätig. Insgesamt gehören zur Feuerwehr Hof etwa 250 aktive Mitglieder. Im Obergeschoss der Feuerwache befindet sich die Kreiseinsatzzentrale Hof-Stadt. In der Hauptwache findet die Aus- und Weiterbildung der Mitglieder in sechs Gruppen statt. Sie leisten im Jahr etwa 600 Einsätze mit bis zu 10.000 Einsatzstunden.

### Weitere Einrichtungen
Das Hauptpostamt befindet sich am Konrad-Adenauer-Platz, die Redaktion der Frankenpost in der Poststraße, die Staatliche-Wirtschaftsschule-Hof und die Diakonie Hochfranken sind in der Wilhelmstraße, ein medizinisches Zentrum mit Orthopädie und Chirurgie ist in der ehemaligen Bachmann-Klinik in der Kreuzsteinstraße untergebracht.

## Bildgalerie

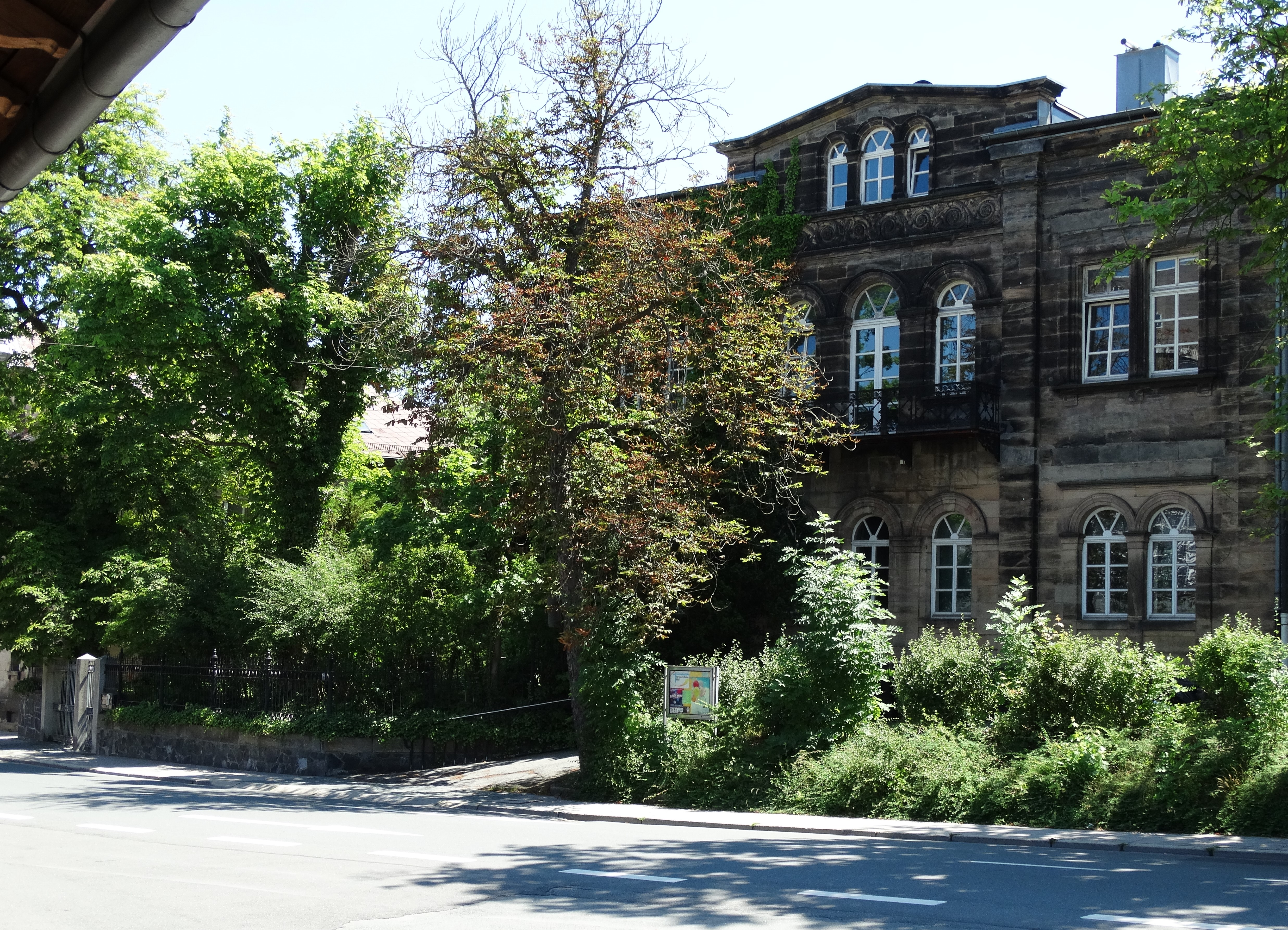
Anwesen von Waldenfels
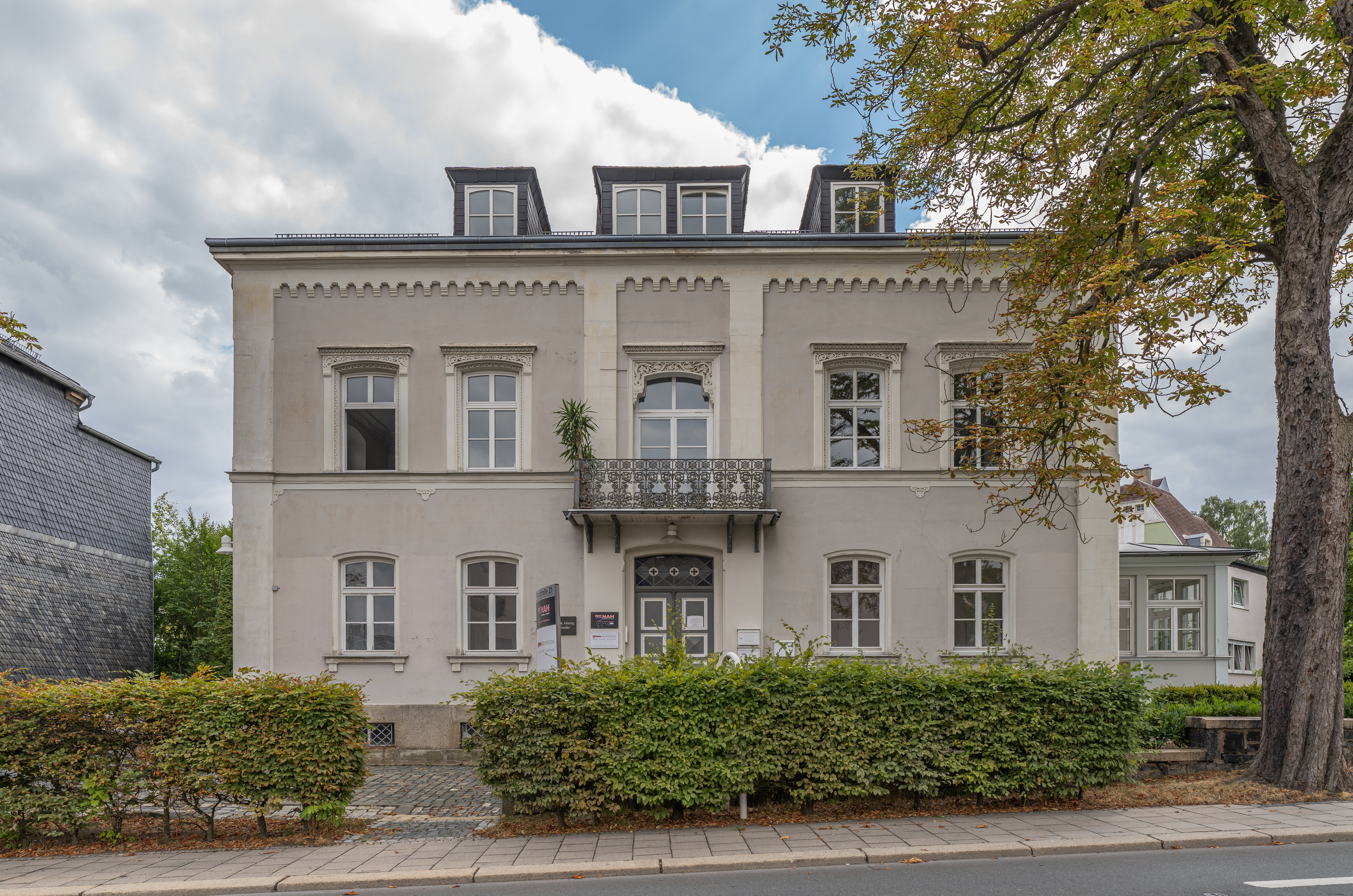
Poststraße Ecke Westendstraße
Altes Geldhaus, Kanzlei Schneiderbanger
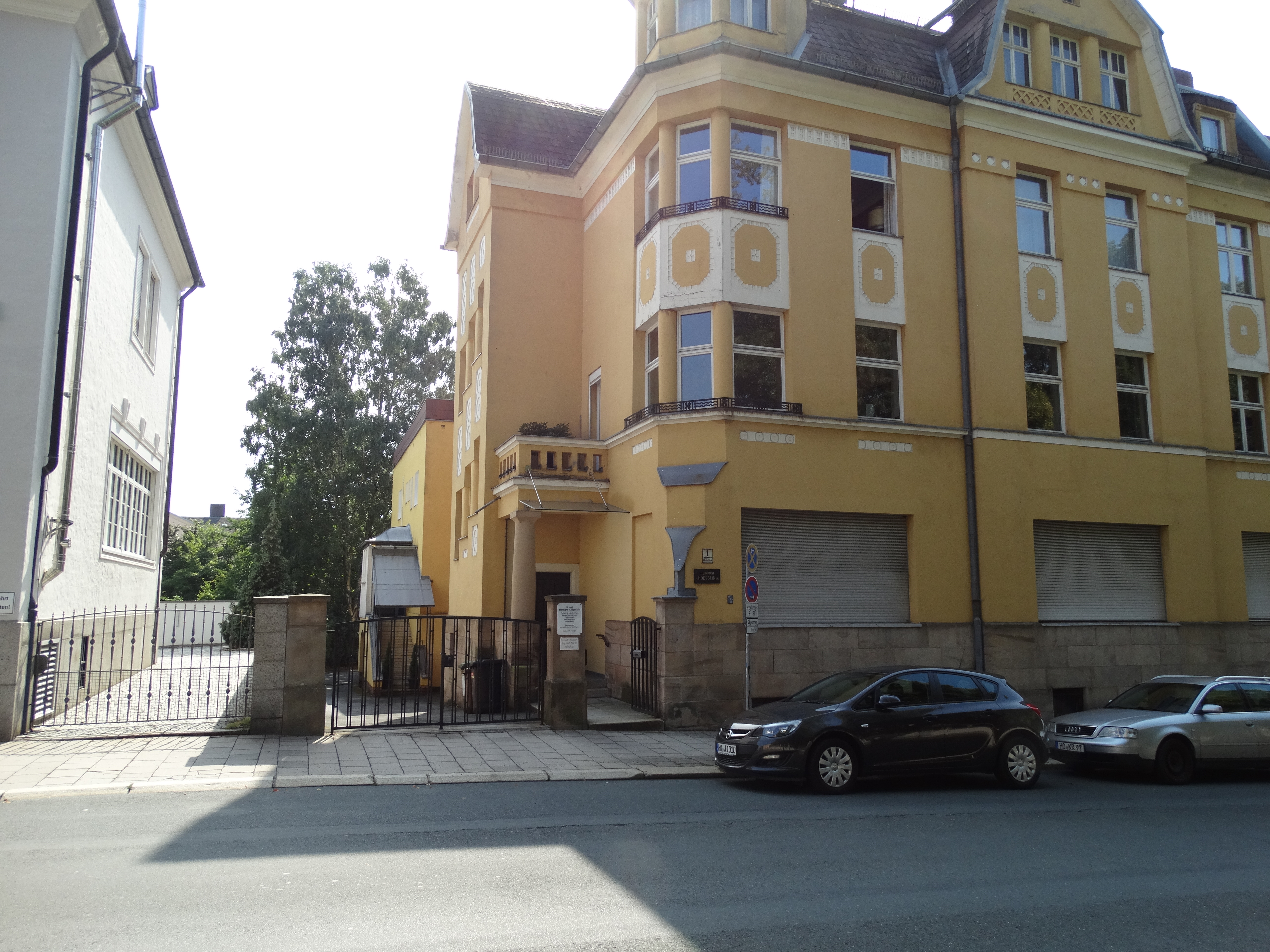
Anwesen von Hoesslin
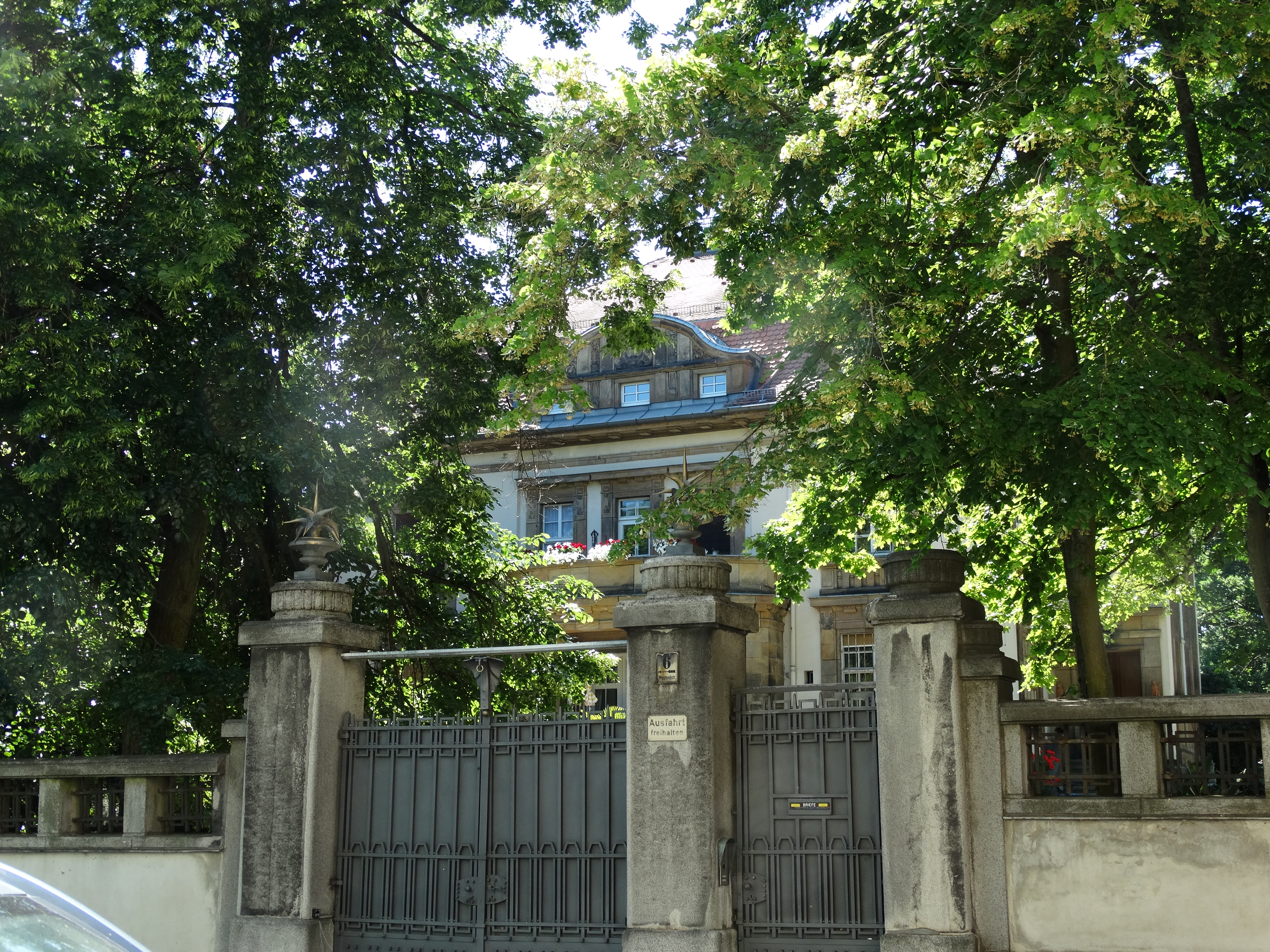
Obere Westendstraße
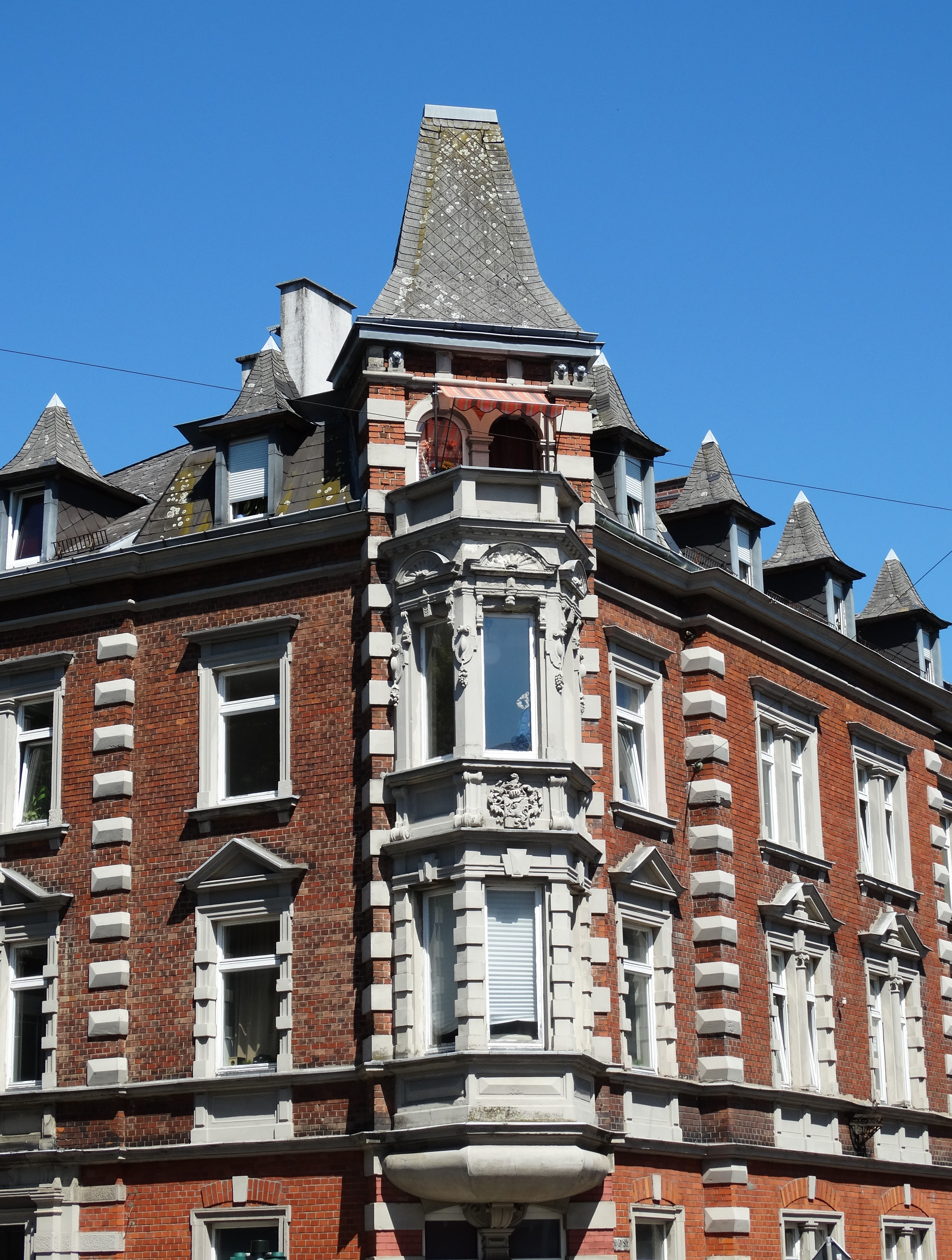
Westendstraße Ecke Luitpoldstraße
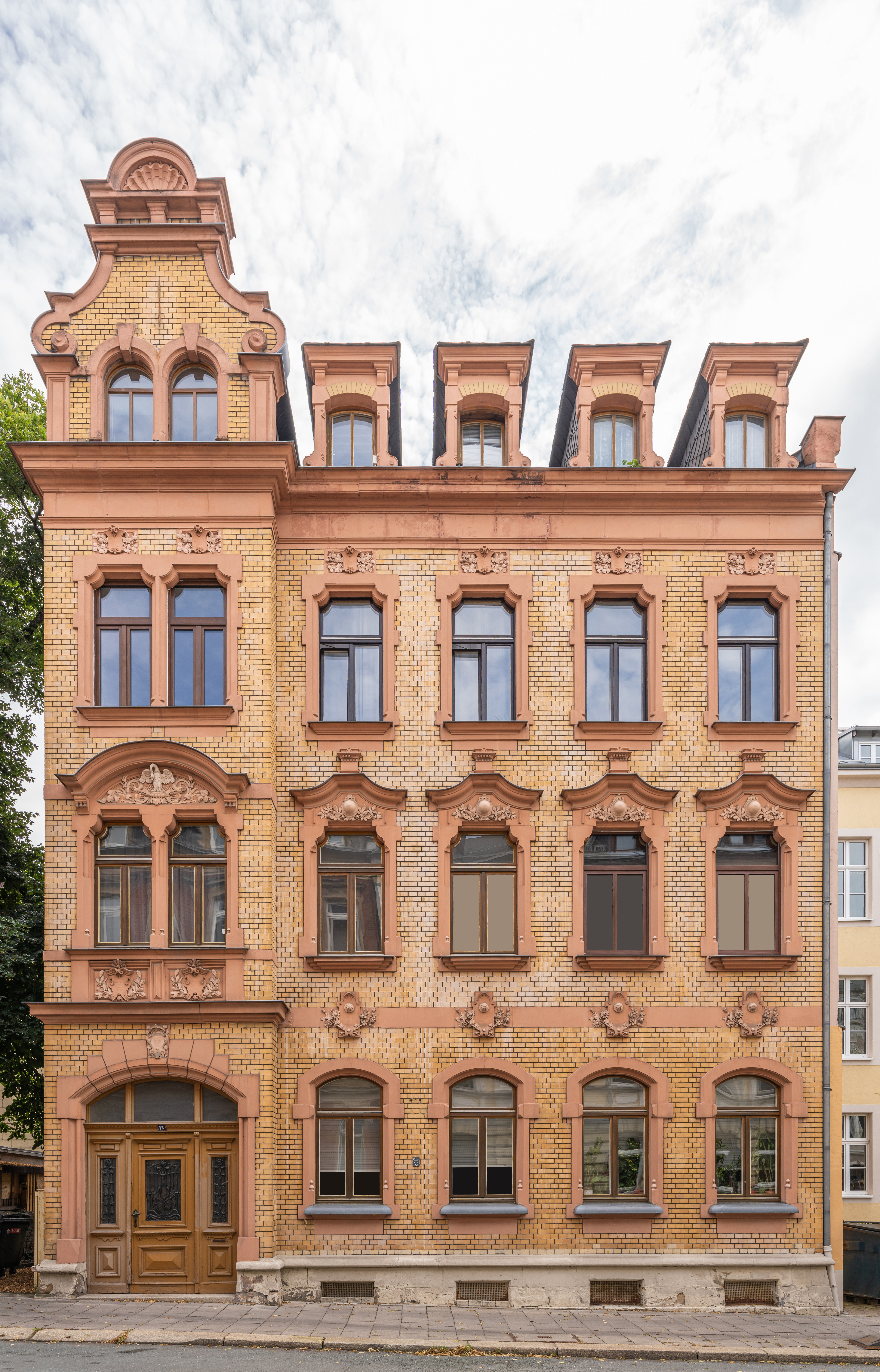
Westendstraße Mitte
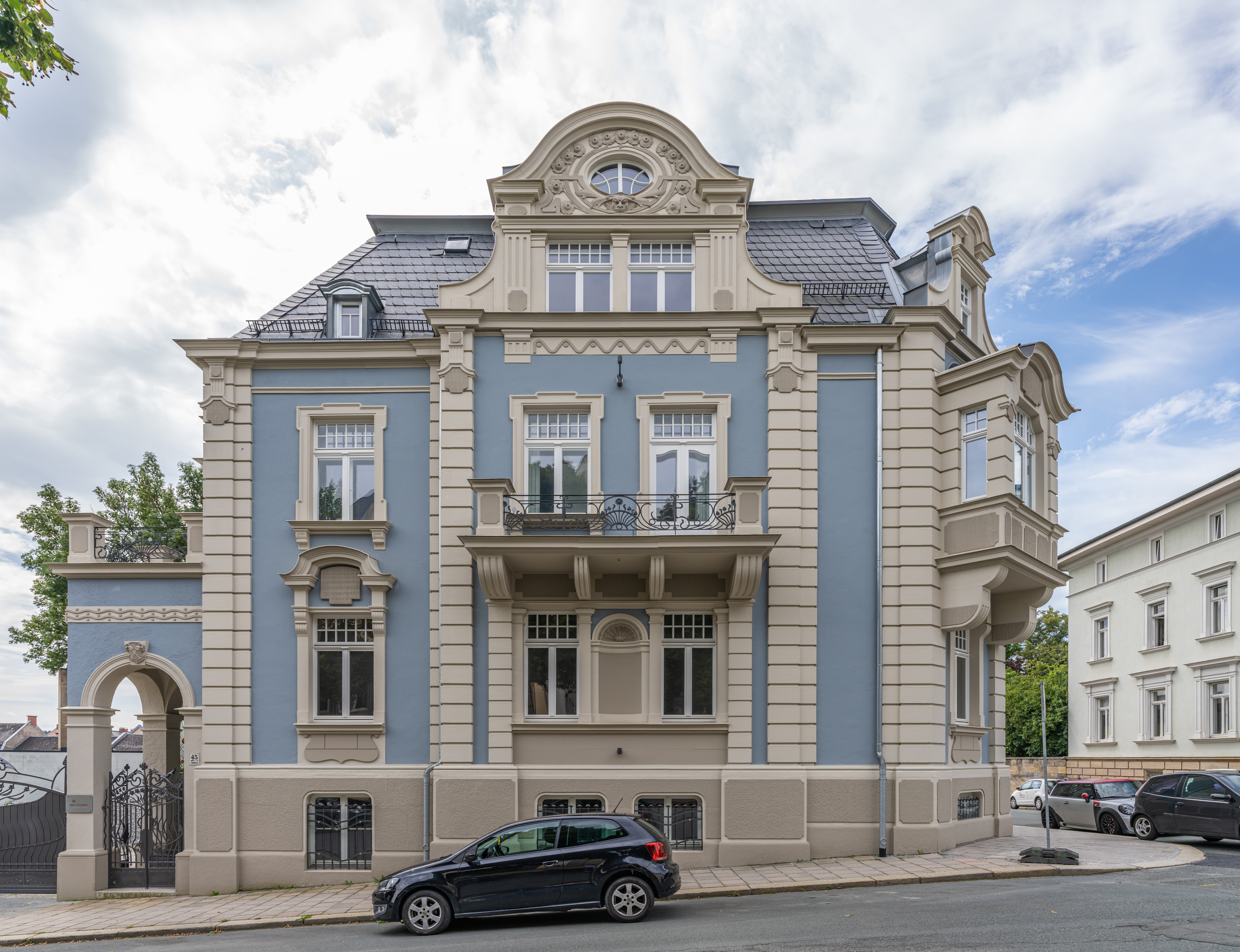
Westendstraße Ecke Schillerstraße
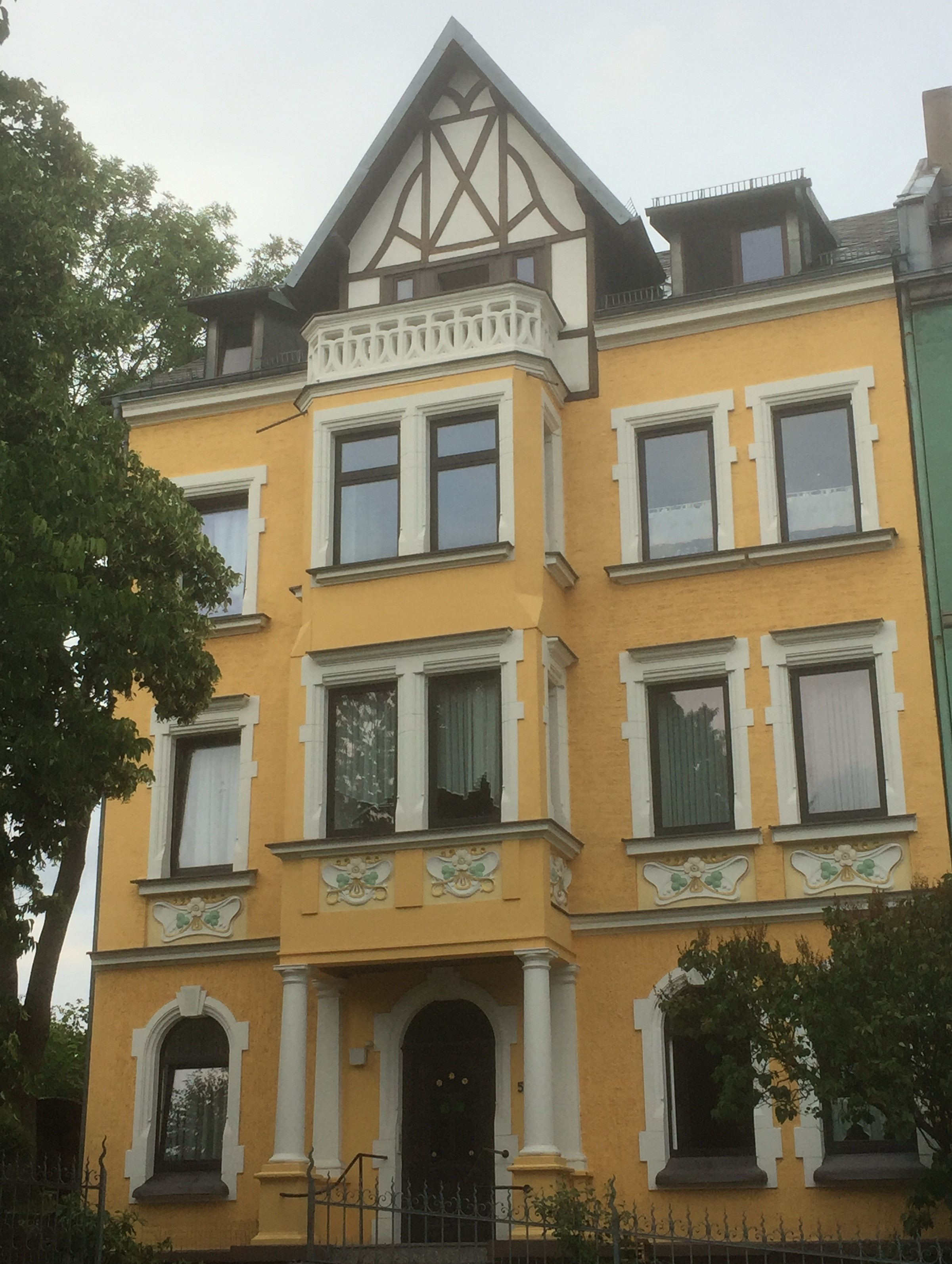
Schillerstraße
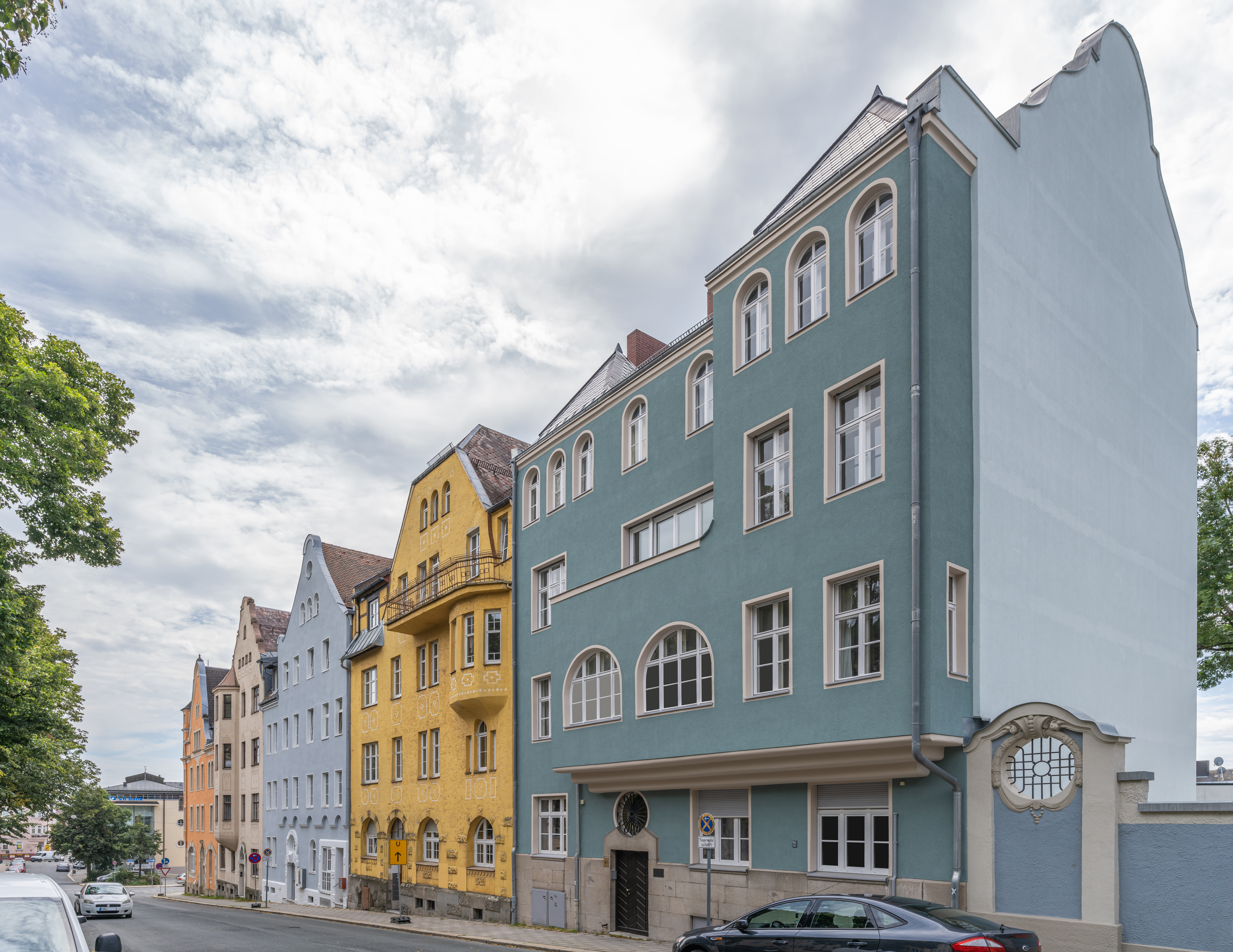
Wilhelmstraße
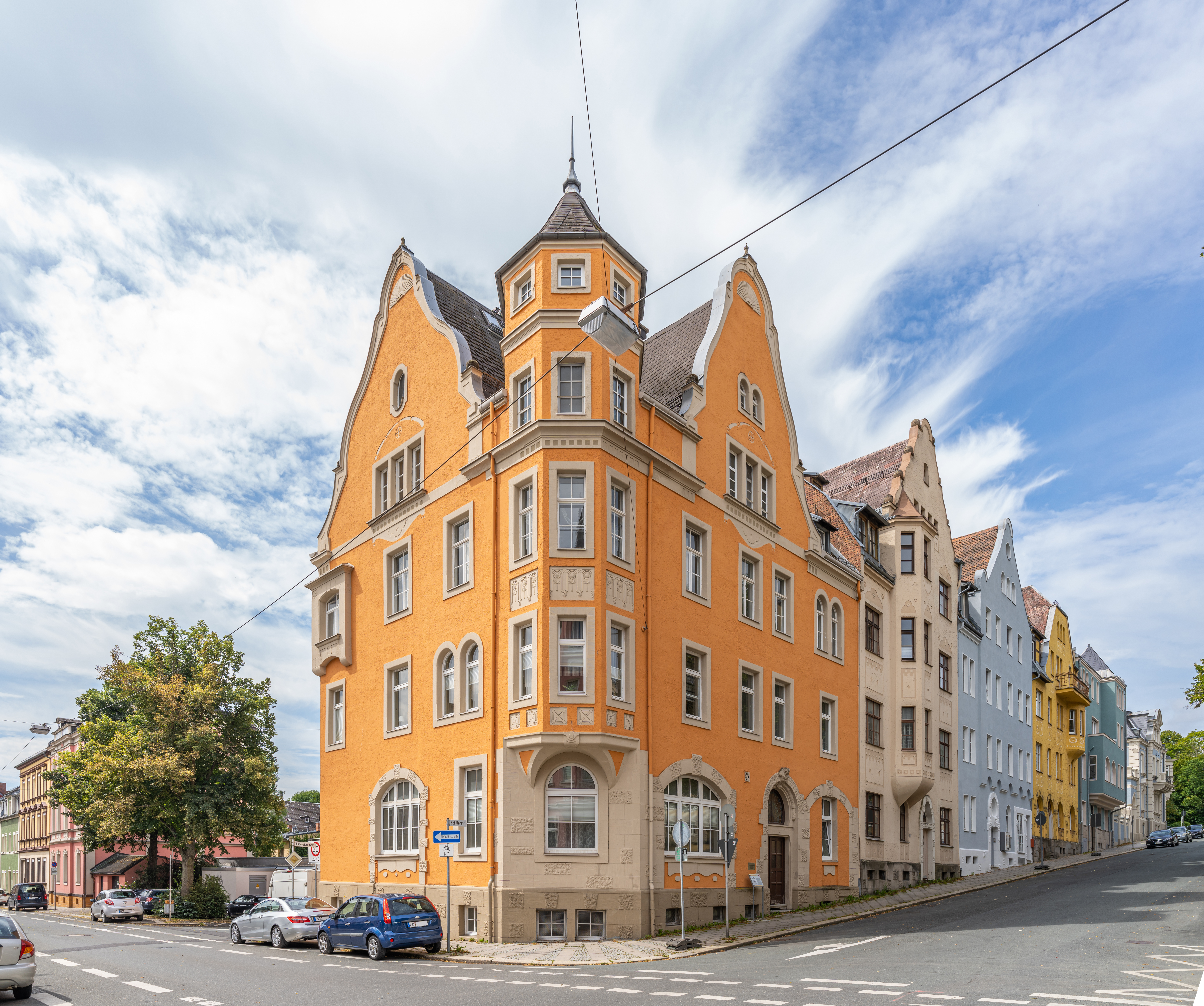
Schillerstraße Ecke Wilhelmstraße
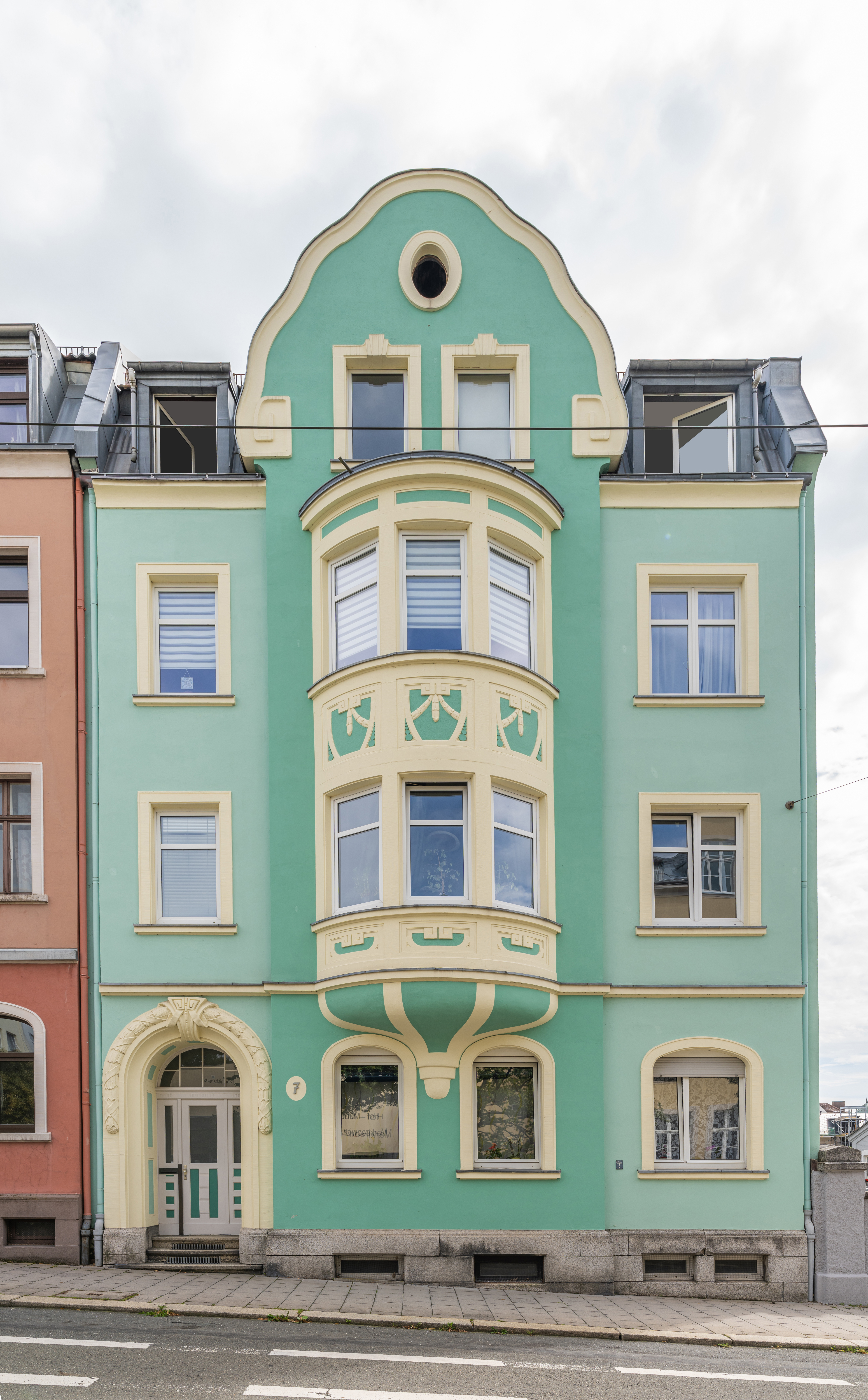
Wilhelmstraße
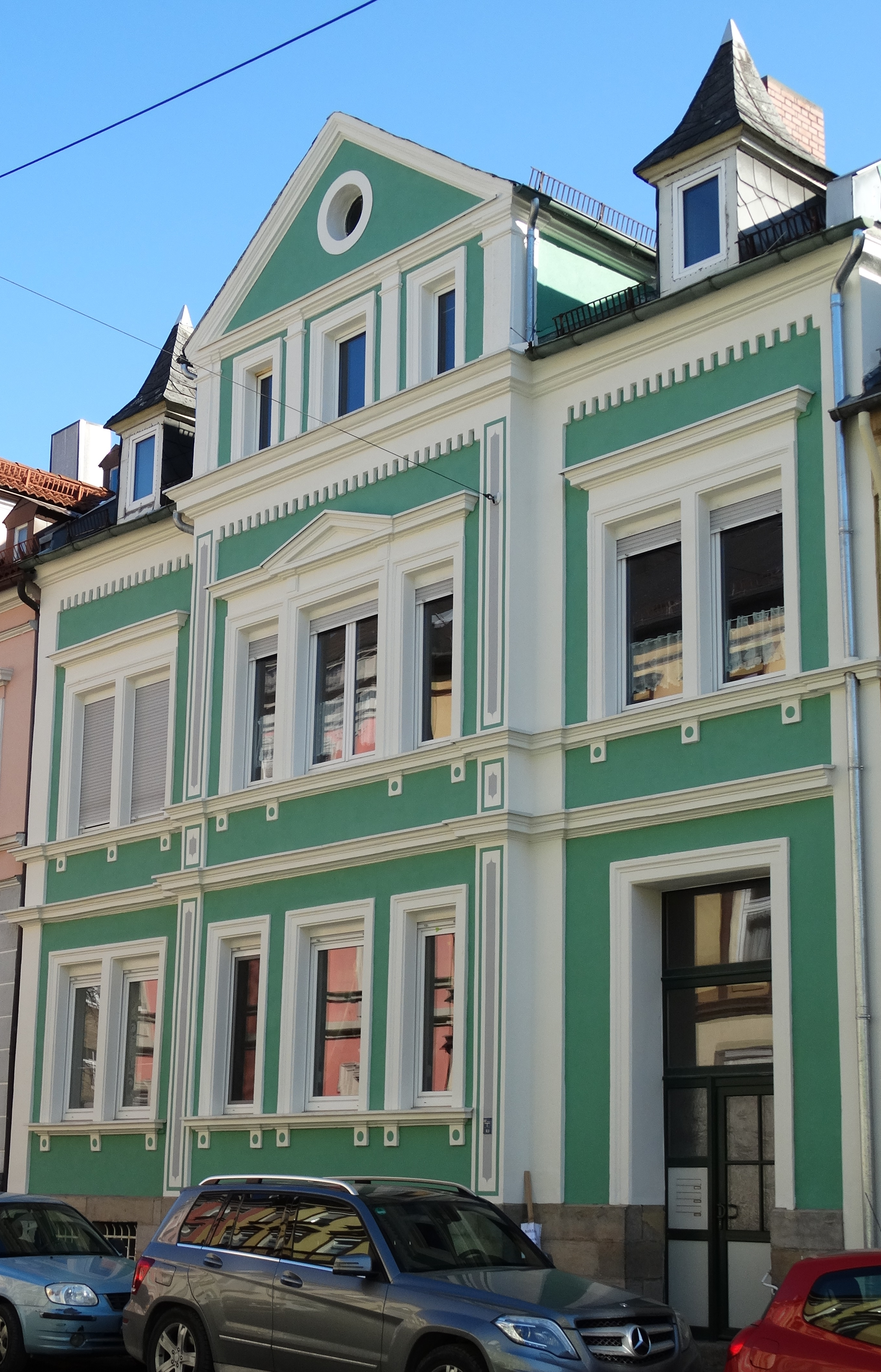
Wohnhaus Emil Ressels in der Wilhelmstraße
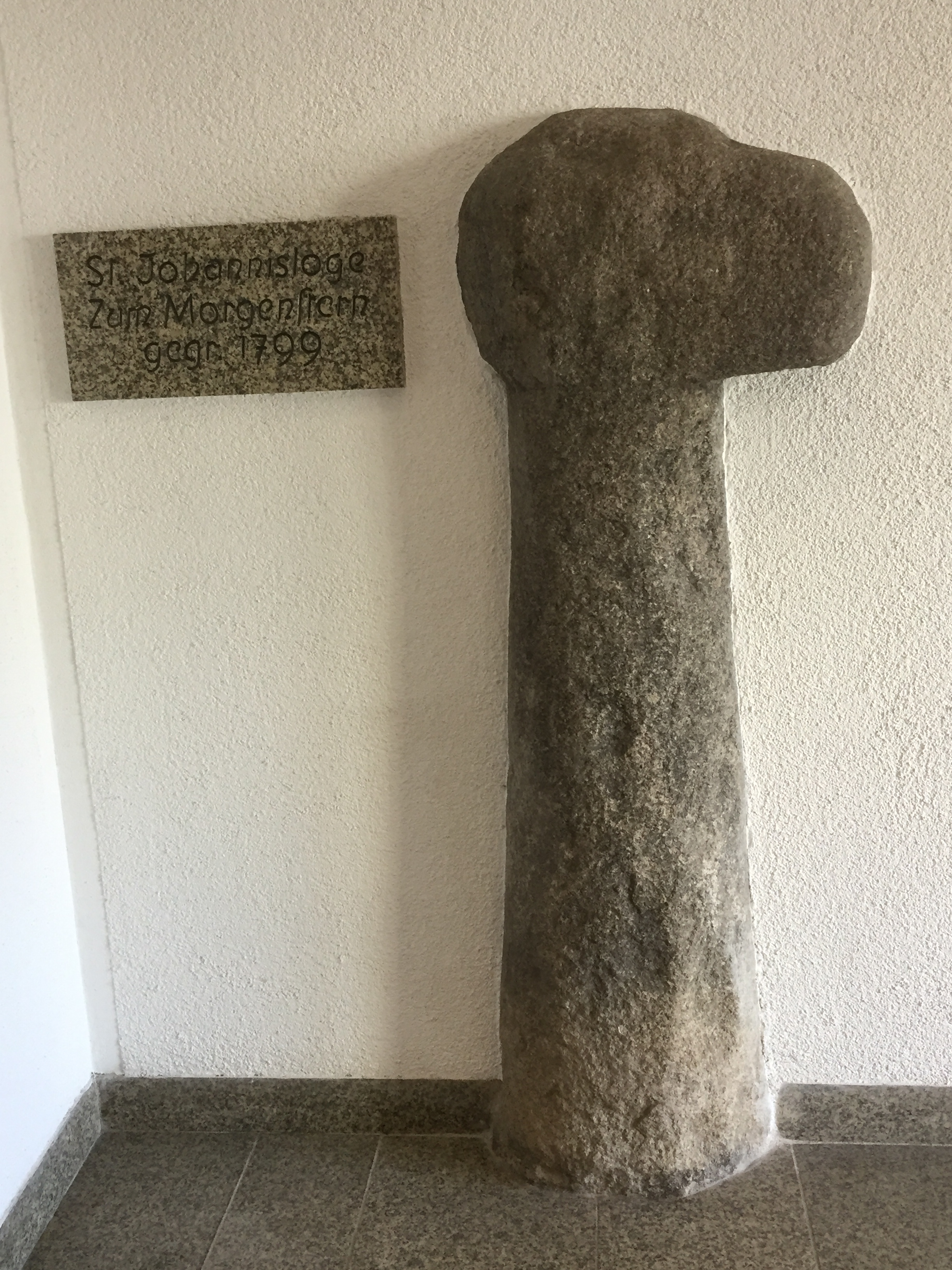
Kreuzstein
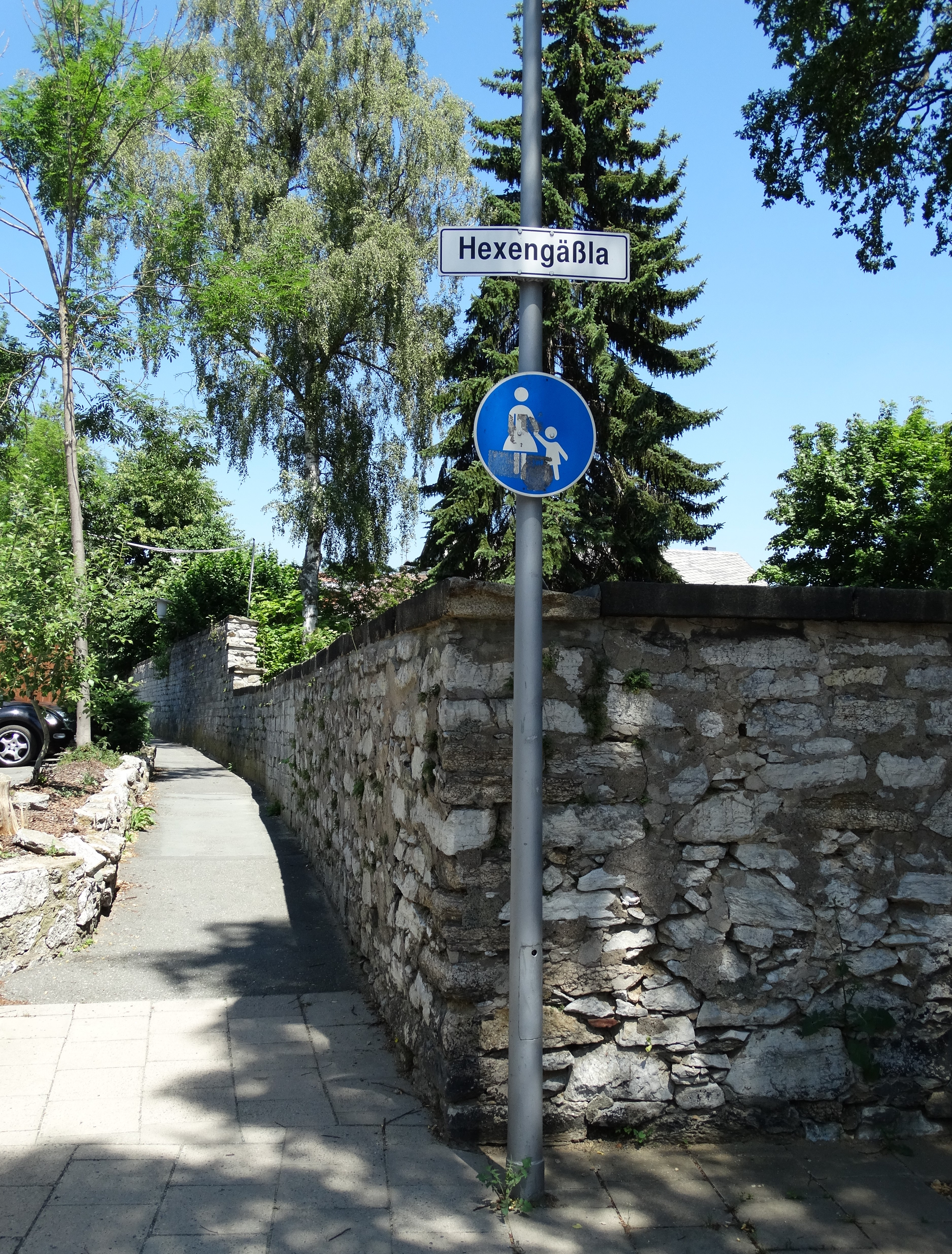
Hexengäßla
Kreuzsteinstraße
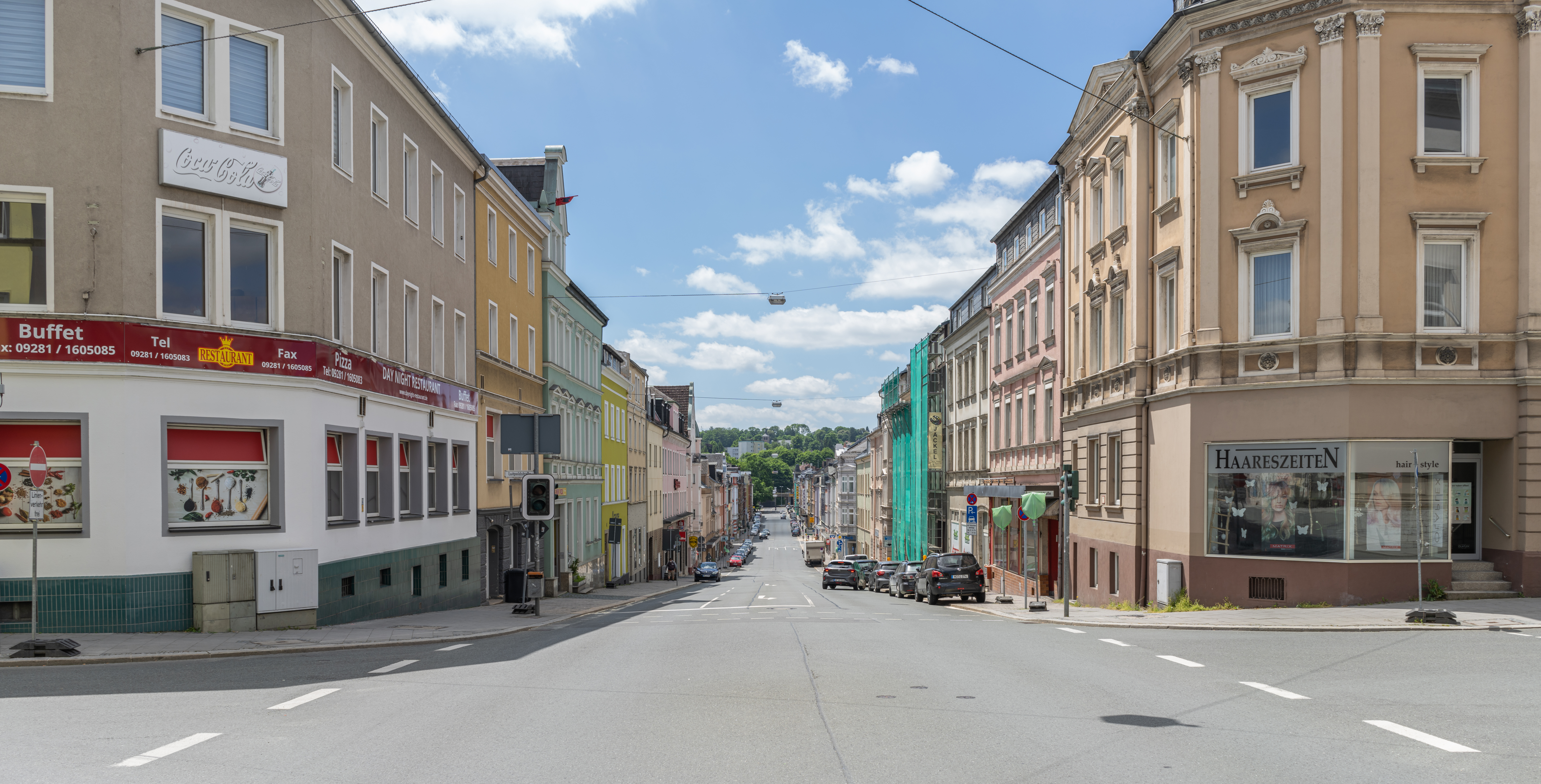
Marienstraße zwischen Innenstadt und Westend
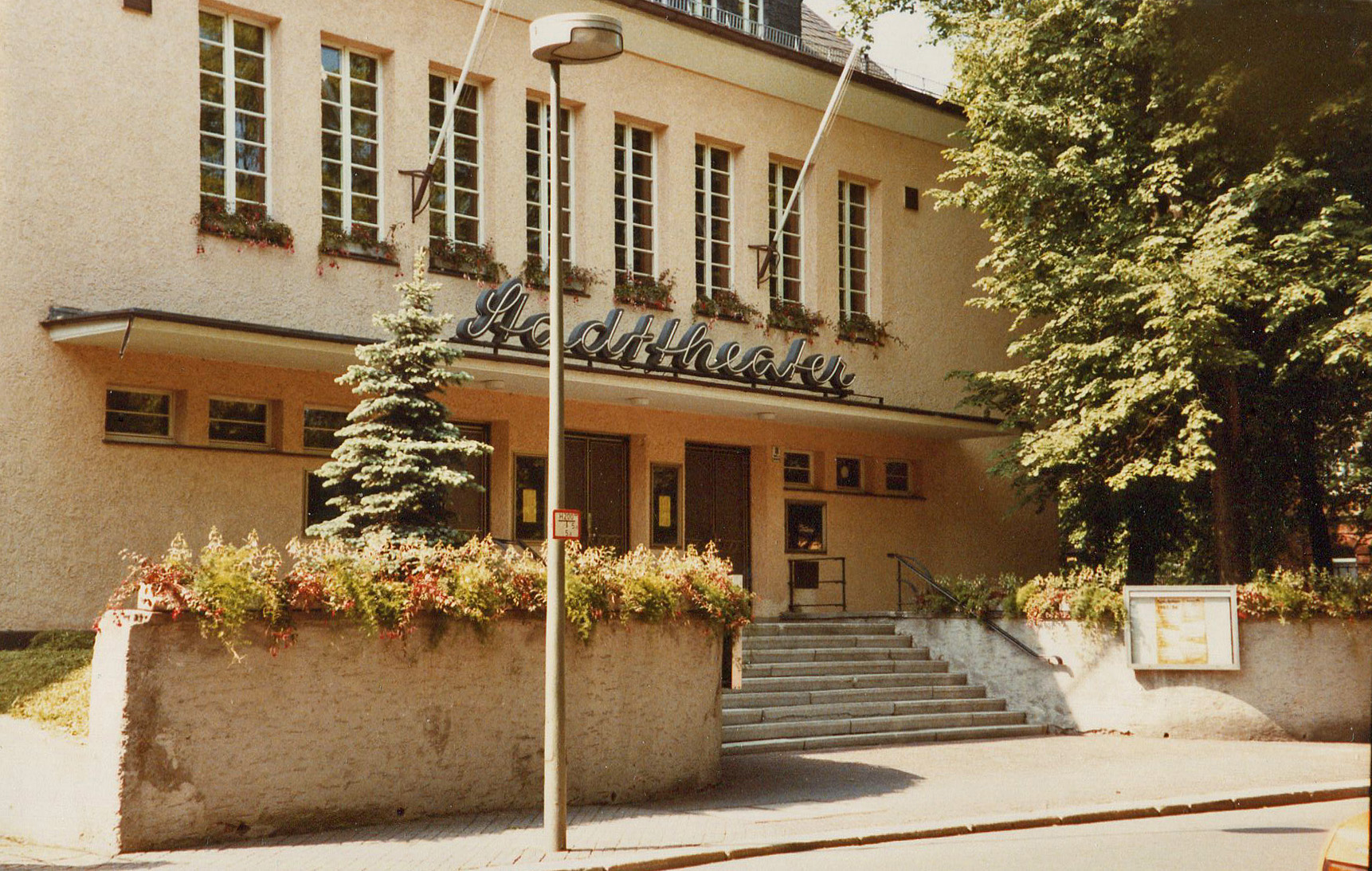
Hofer Stadttheater (1894 bis 1994) in der Schützenstraße

## Wirtschaft und Infrastruktur

### Unternehmen
- Die größte regionale Tageszeitung Frankenpost, die in der Stadt aus dem Hofer Anzeiger hervorgeht hat ihren Sitz im Westend.

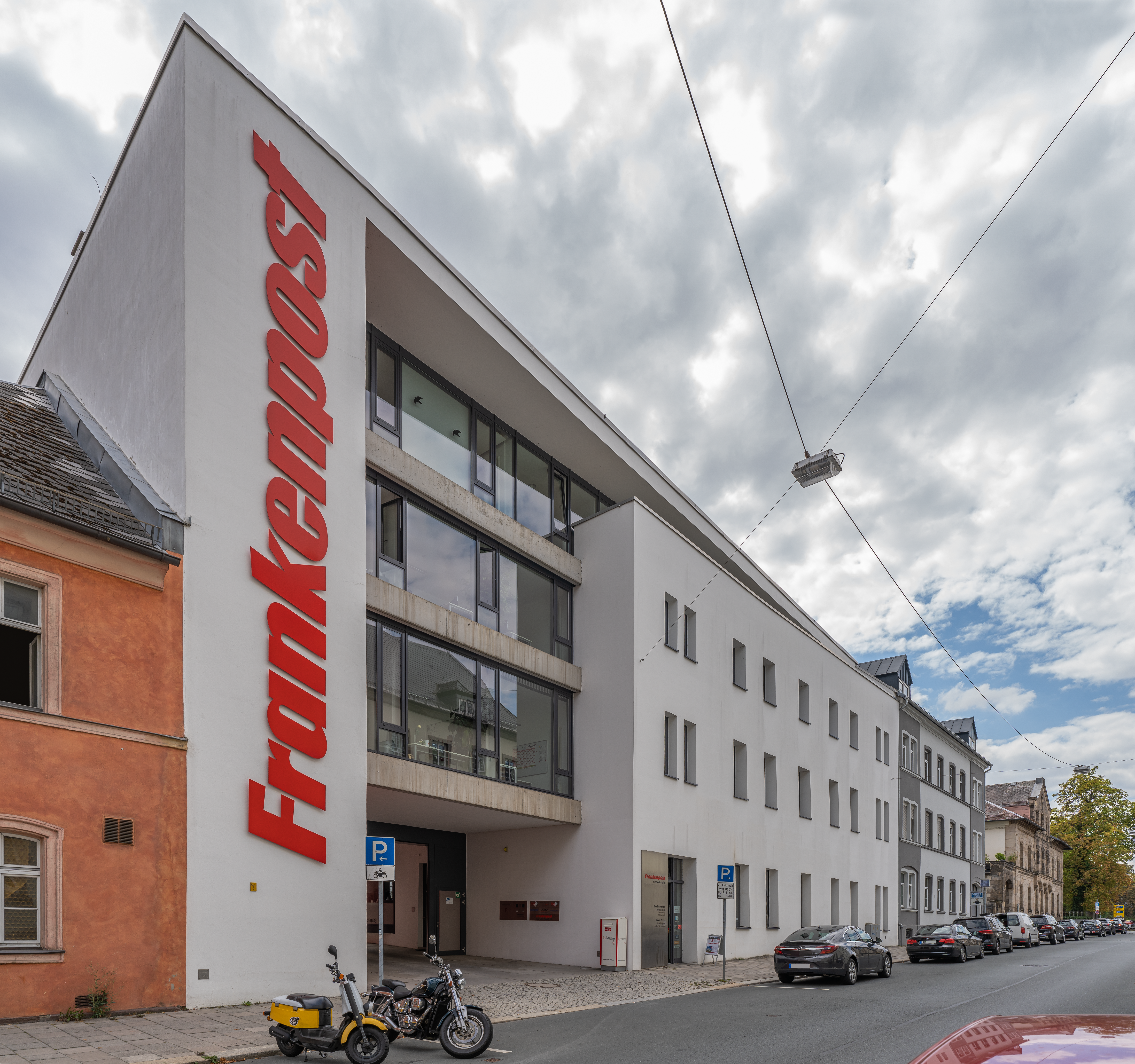
Redaktion der Frankenpost in der Poststraße

### Öffentliche Einrichtungen
- Wasserwirtschaftsamt Hof
- Schiller-Gymnasium mit Altstädter Schule
- Hauptwache der Freiwilligen Feuerwehr Hof am Hallplatz
- Handwerkskammer Hof
- Medizinisches Zentrum
- Formum Gesundheit

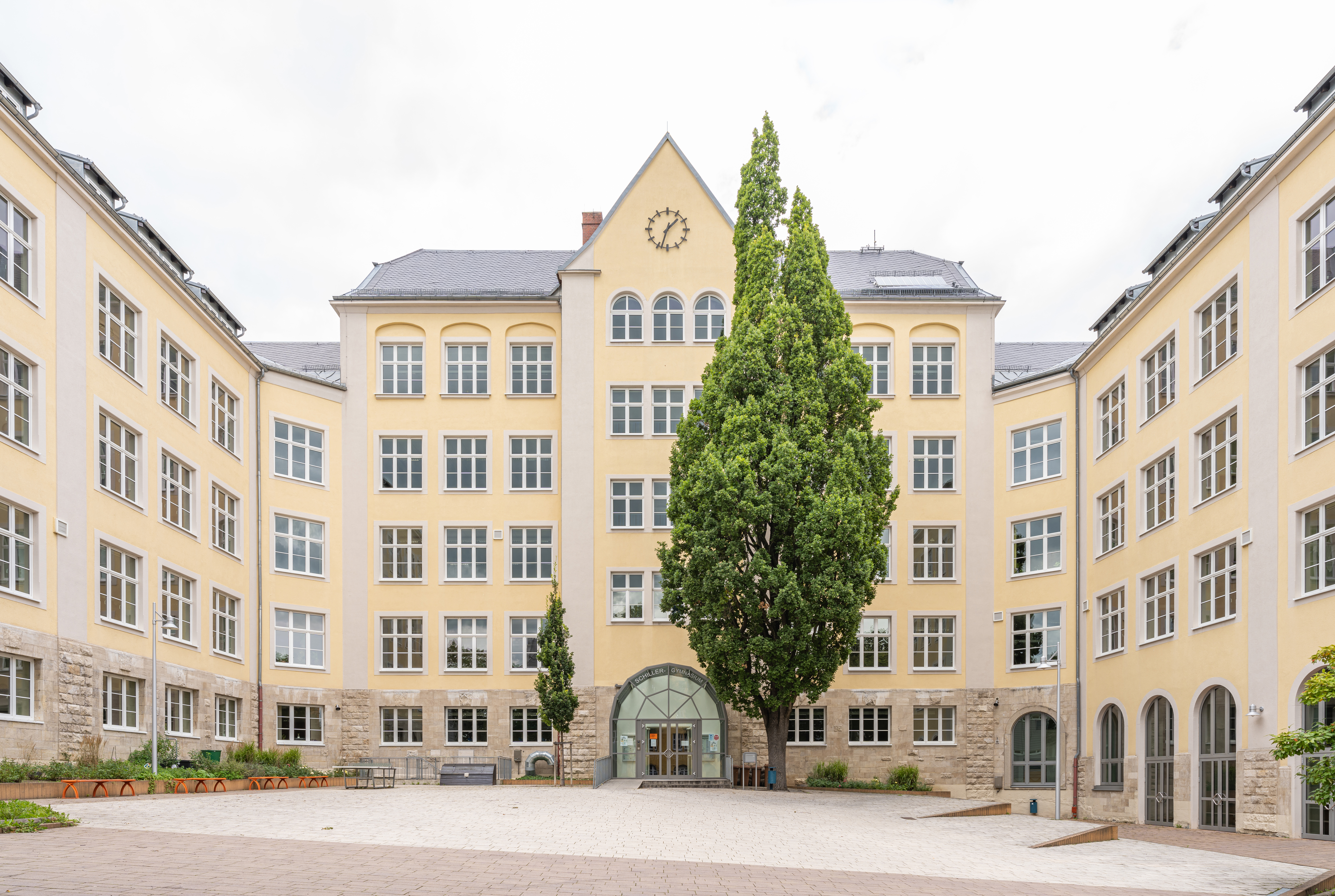
Schiller-Gymnasium Hof
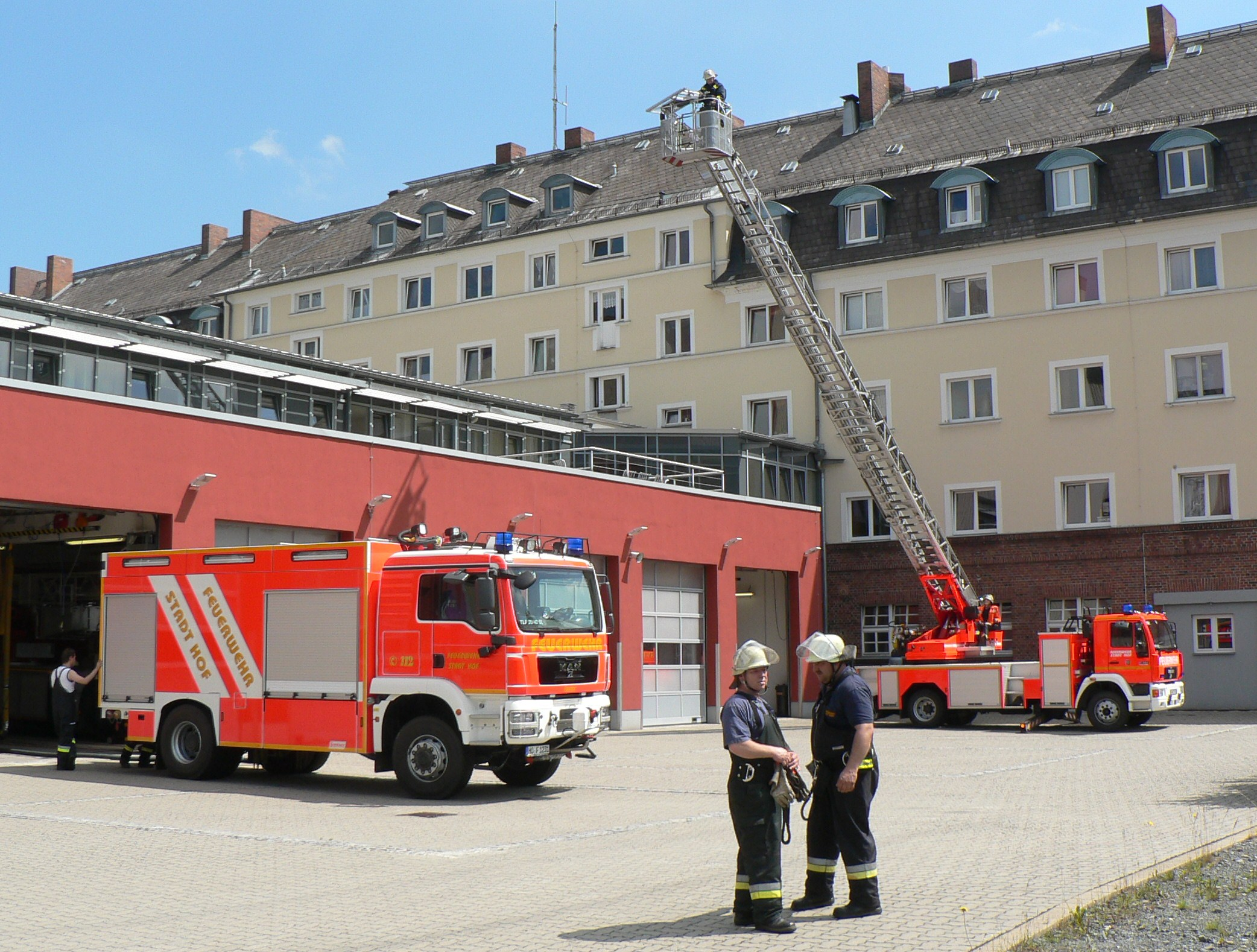
Rettungsleitzentrale und Hauptfeuerwache am Hallplatz
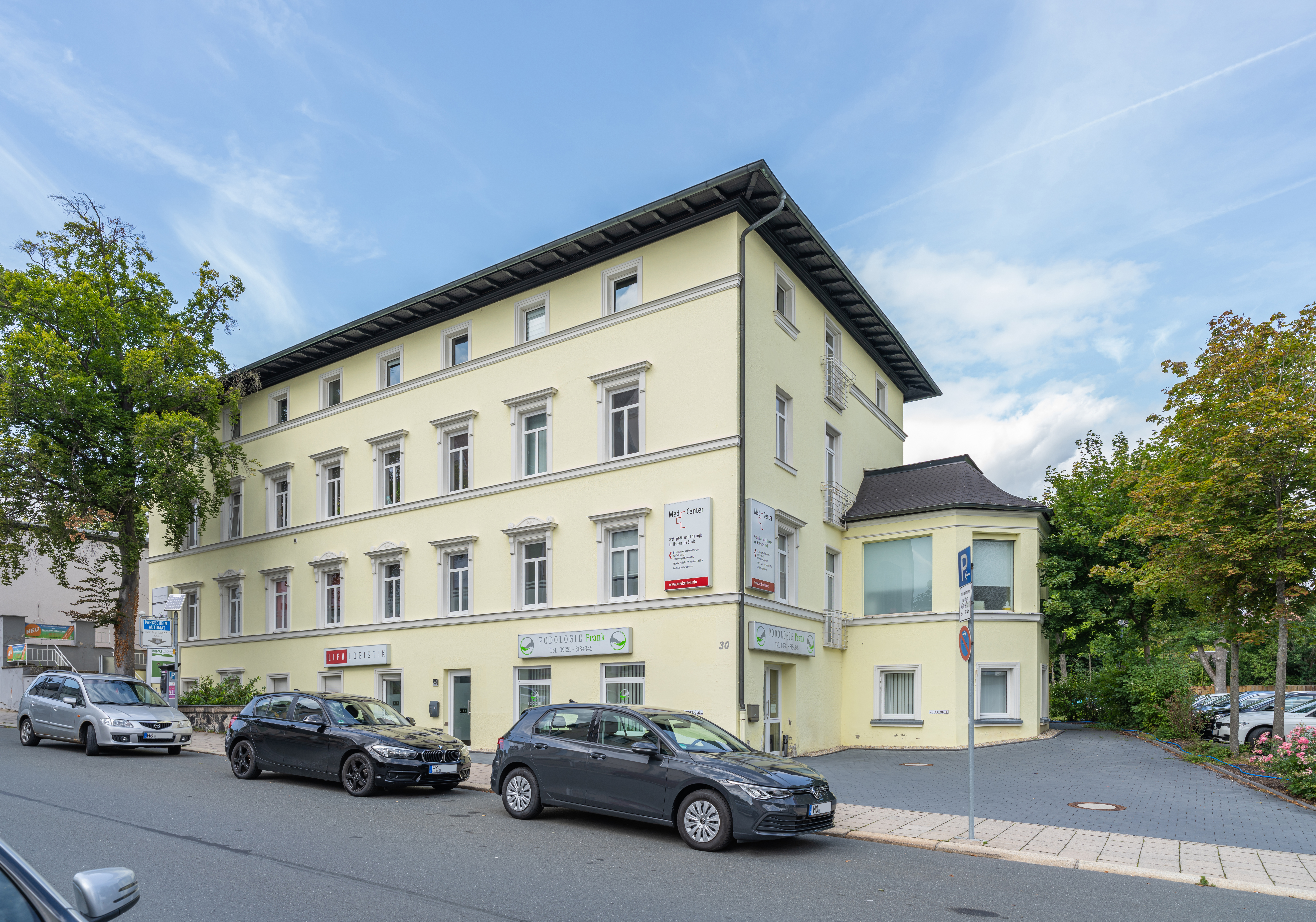
Ehemalige Bachmann-Klinik, Medizinisches Zentrum
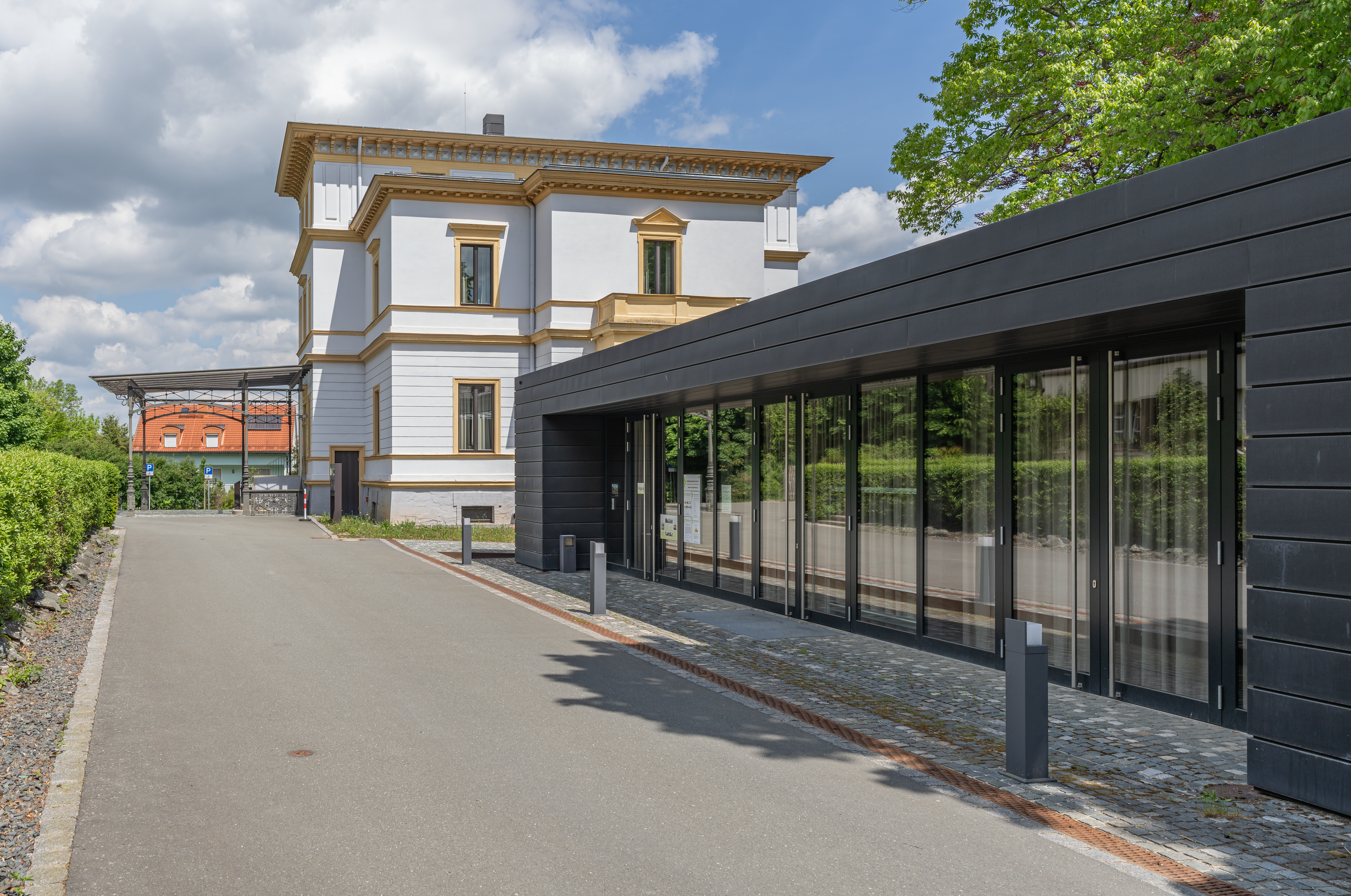
Historische Münch-Ferber-Villa, Forum Gesundheit

### Verkehr
1848 wurde im Zuge der Ludwig-Süd-Nord-Bahn und der Sächsisch-Bayerischen Eisenbahn-Compagnie im Hofer Westendviertel der Alte Bahnhof erbaut. Als der neue Durchgangsbahnhof 1880 fertiggestellt wurde (Hof Hbf), baute man den alten Bahnhof zurück. Der neue Bahnhof Mitte, der 2024 fertiggestellt sein soll, wird wieder im Westend liegen. Die Bahnlinien München–Hof–Leipzig und Hof–Bad Steben bilden die westliche Grenze, die Marienstraße ist die östliche Grenze des Westends.
Von der Stadtkirche St. Marien kommend durchkreuzen die Luitpoldstraße und die Jahnstraße in ost-westlicher Richtung das Westend. Sie sind Zubringer zur Ernst-Reuter-Straße, über diese verlaufen die B2, die B15 und die B173 sowie im weiteren Verlauf über die Kulmbacher Straße zur A 9 (München–Nürnberg–Berlin). Die Achse Poststraße und Westendstraße verläuft wie die Wilhelmstraße in nord-südlicher Richtung und die Hochstraße, eine Alleestraße, die östlich des Hofer Theaters und der Freiheitshalle beginnt und als Einbahnstraße in die Kreuzsteinstraße mündet, in östlicher Richtung, im Osten des Westend verläuft die Marienstraße, eine Nord-Süd-Achse, die eine Grenze zum Stadtteil Innenstadt bildet.

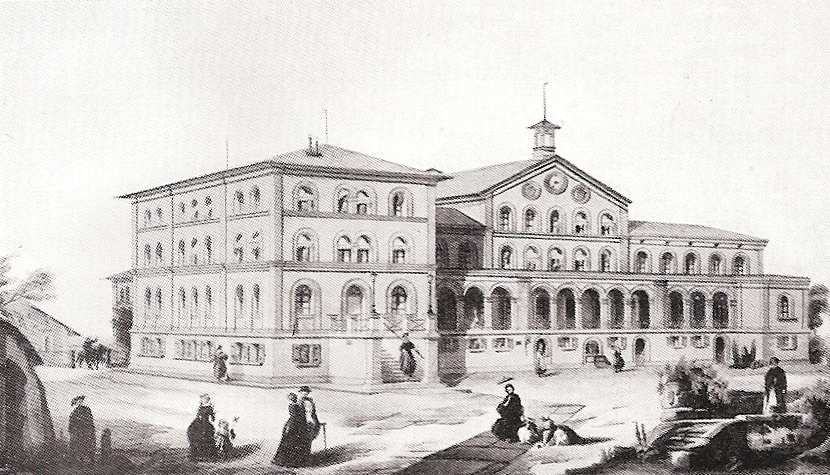
Ehemaliger Bahnhof im Hofer Westend
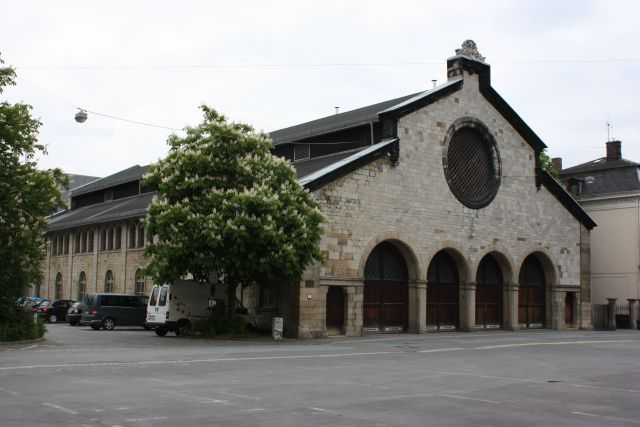
Erhalten gebliebene Einsteigehalle
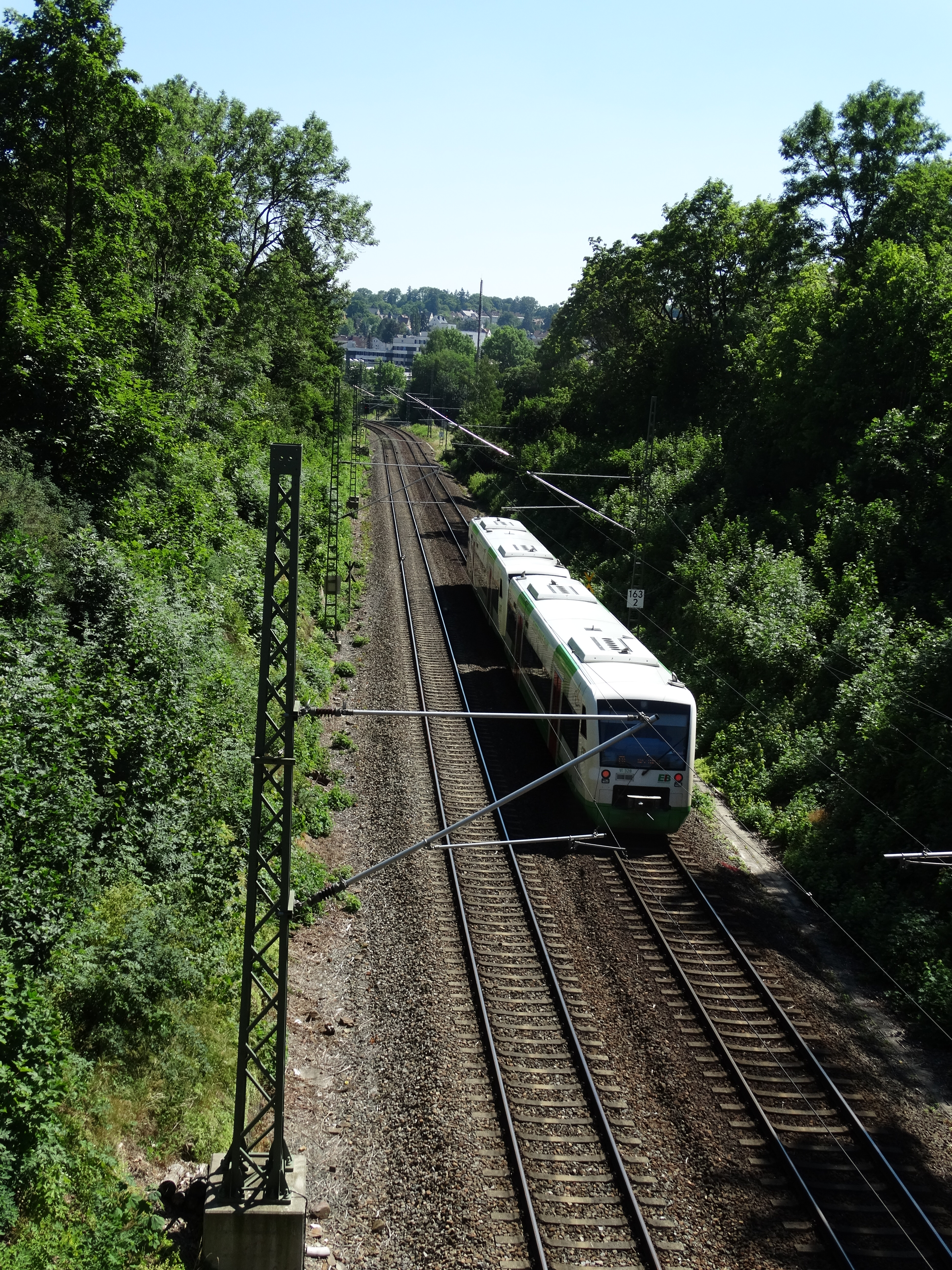
Westliche Grenze des Westendviertels, die Bahnlinie Hof-Leipzig
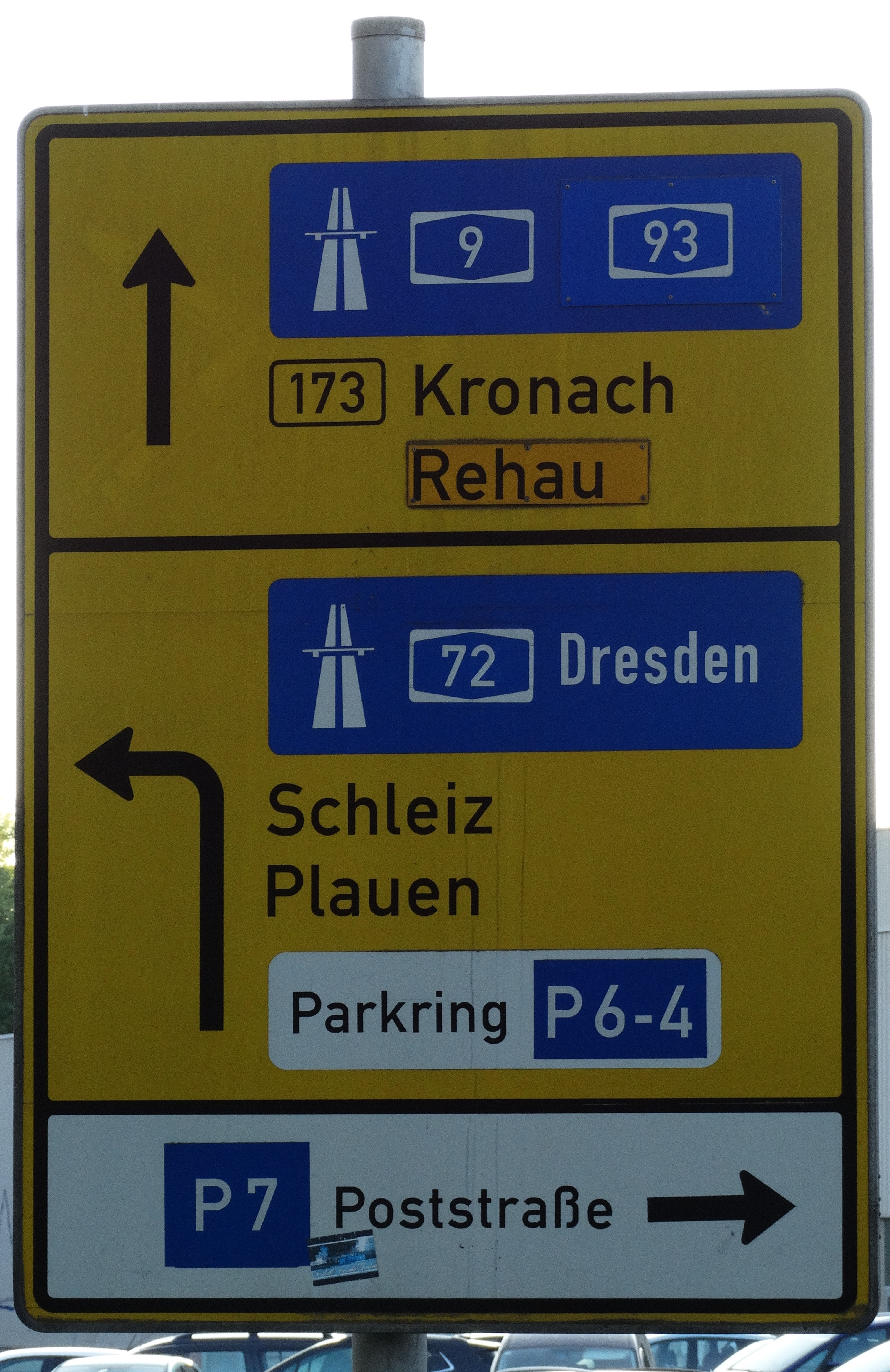
Kreuzung an der oberen Westendstraße
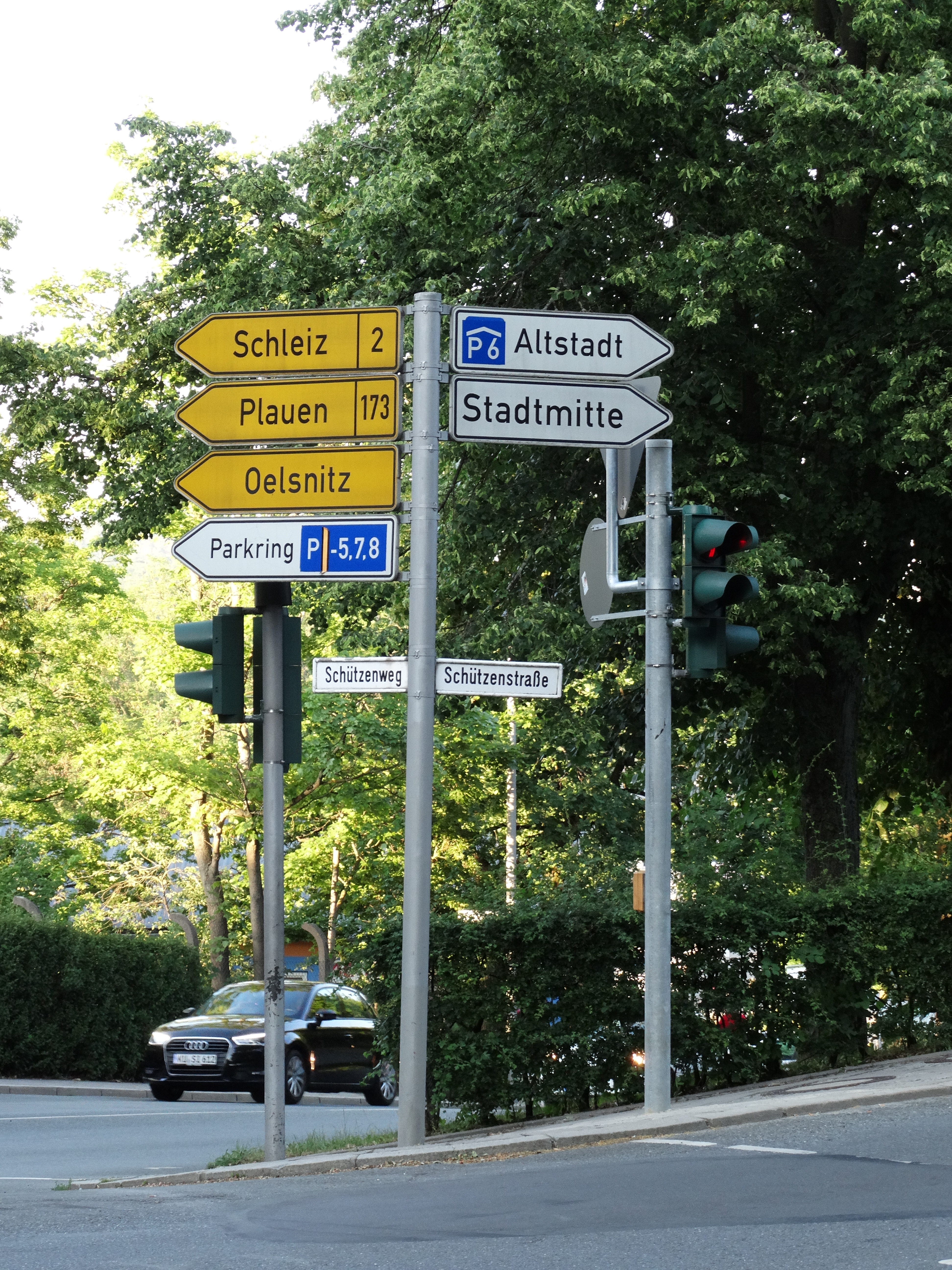
Nördliche Grenze des Westendviertels
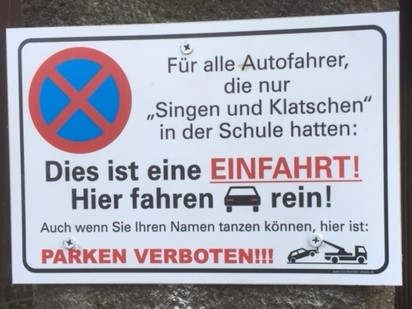
Schild in der Poststraße

### Straßenschilder und Hausnummern
Die Beschilderungen der Straßen und Hausnummern im Westend sind überwiegend älteren Datums.

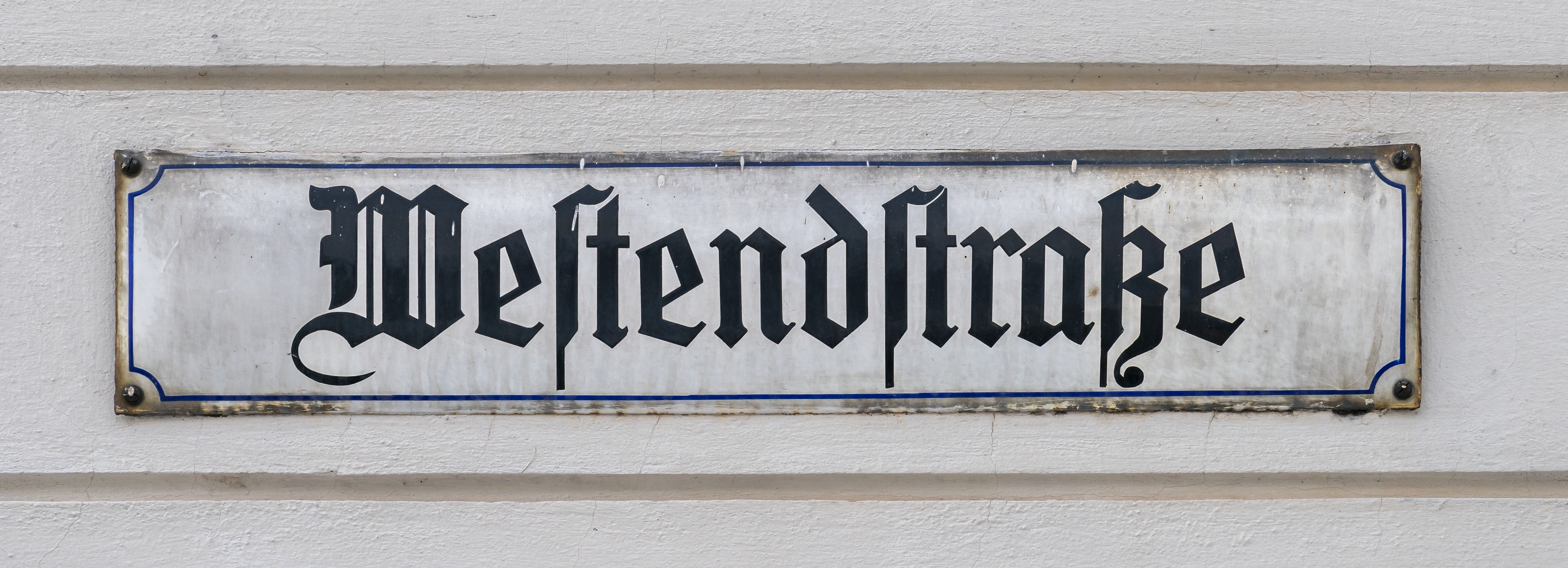
Straßenschild Westendstraße
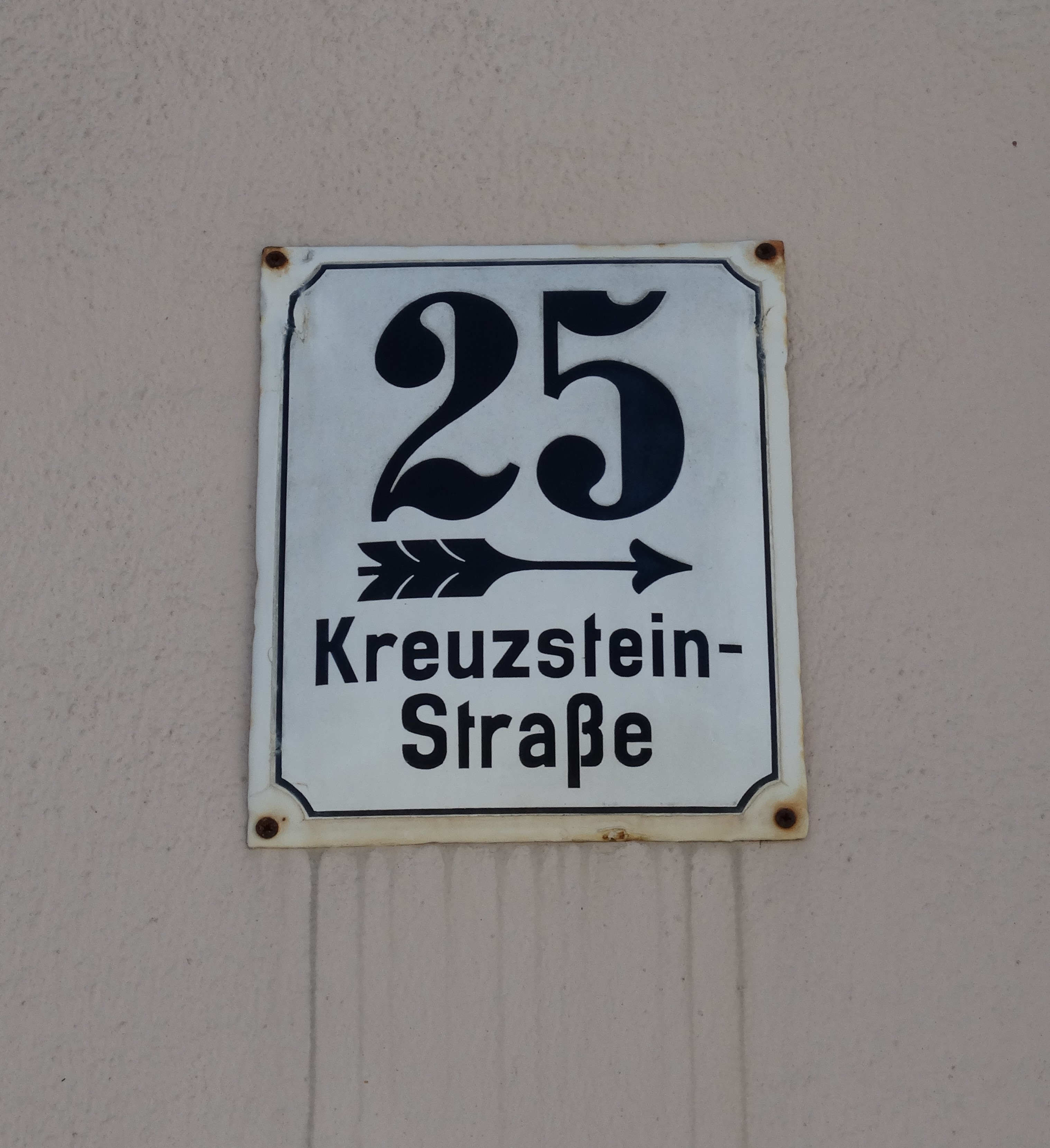
Hausnummer Kreuzsteinstraße
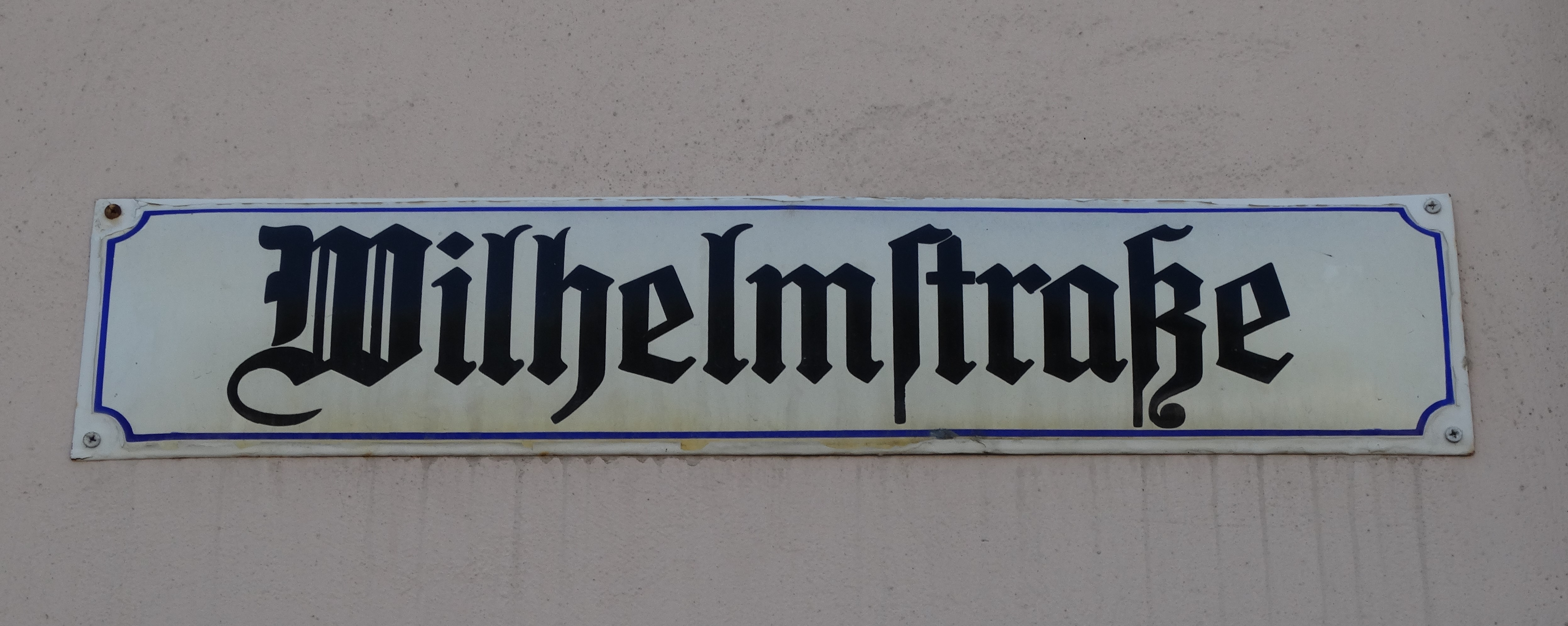
Straßenschild Wilhelmstraße
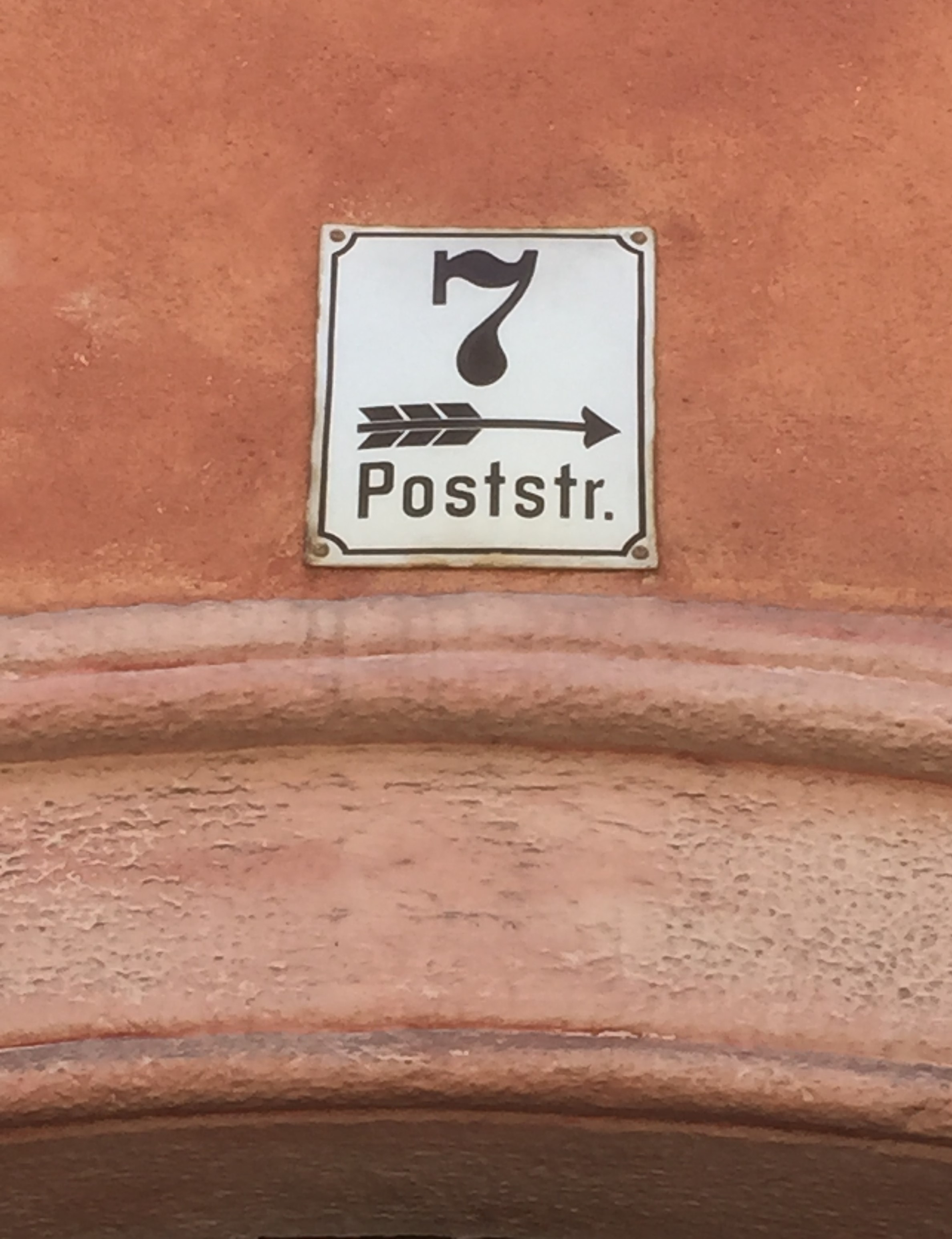
Hausnummer Poststraße
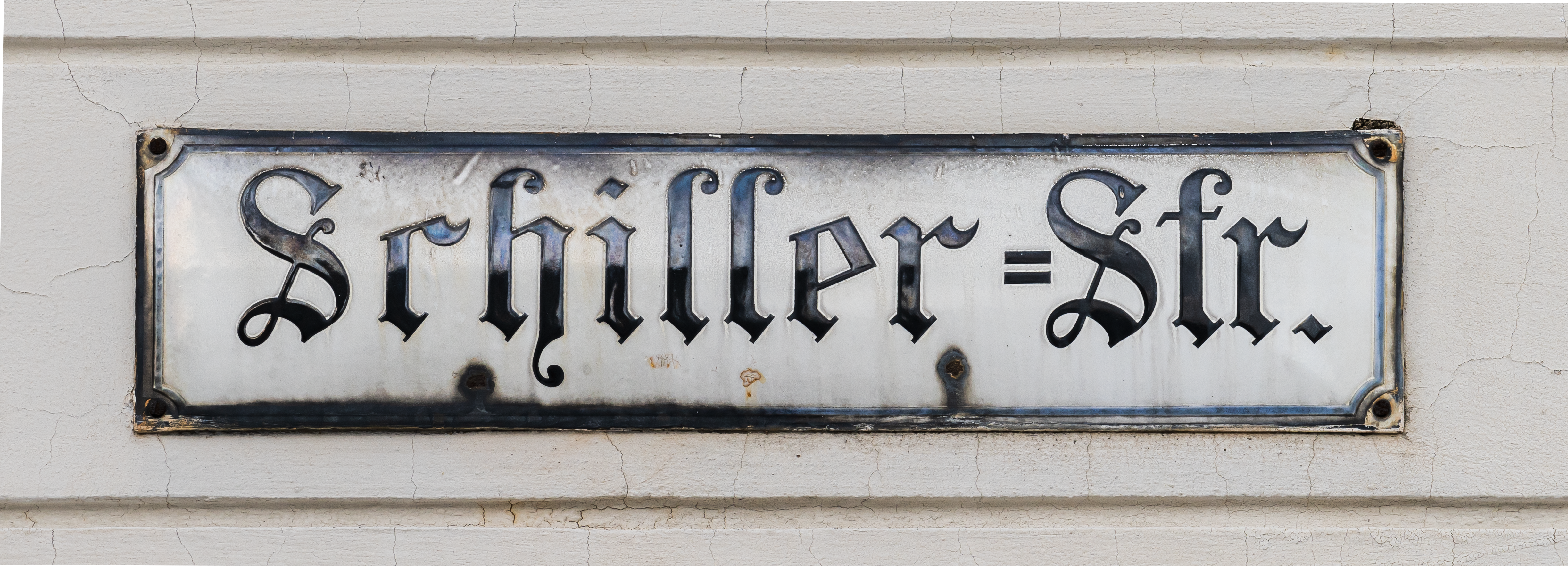
Straßenschild Schillerstraße

## Personen
Personen und Namen, die mit dem Hofer Westend in Verbindung stehen:
- Konrad Adenauer, deutscher Politiker und Bundeskanzler, Namensgeber des Konrad-Adenauer-Platzes
- Heinz Badewitz, deutscher Filmschaffender und Leiter der Internationalen Hofer Filmtage
- Reinhardt Friese, deutscher Autor, Regisseur und Intendant des Hofer Theaters
- Horst Gnekow, deutscher Schauspieler, Dramaturg und Intendant des Hofer Theaters
- Toni Graschberger, deutscher Schauspieler und Intendant des Hofer Theaters
- von Hoesslin, deutsche Adelsfamilie
- Friedrich Ludwig Jahn, deutscher Pädagoge und Publizist; Namensgeber der Sporthalle und des Sportplatzes an der Jahnstraße
- Hannes Keppler, deutscher Schauspieler, Regisseur und Intendant des Hofer Theaters
- Rudolf Lion, deutscher Turnlehrer, Buchhändler und Verleger
- Luitpold von Bayern, Prinzregent des Königreiches Bayern; Namensgeber der Luitpoldstraße
- Gerd Nienstedt, deutsch-österreichischer Opernsänger, Regisseur und Intendant des Hofer Theaters
- Emil Ressel, deutscher Maler, Grafiker und Karikaturist
- Friedrich Schiller, deutscher Arzt, Dichter, Philosoph und Historiker; Namensgeber der Schillerstraße und des Schillergymnasiums
- Barbara Stühlmeyer, deutsche Autorin und Wissenschaftlerin
- Ludger Stühlmeyer, deutscher Musikdirektor, Musikwissenschaftler und Komponist
- Heinrich von der Tann, deutscher Offizier und Abgeordneter; Namensgeber der von-der-Tann-Straße
- von Waldenfels, deutsche Adelsfamilie
- Georg Freiherr von Waldenfels, bayerischer Politiker, ehemaliger Staatsminister, Manager und Sportfunktionär
- Wilhelm I., König von Preußen und deutscher Kaiser, Namensgeber der Wilhelmstraße